# Amiénois
Pour les articles homonymes, voir Amiénois (homonymie).
L'Amiénois (en picard : Anmiénoés) est un pays traditionnel de Picardie, du département de la Somme, dans les Hauts-de-France dont le centre est Amiens, capitale de la Picardie.
L'Amiénois correspond à l'ancien Pagus Ambianensis, il fut également un comté au moyen-âge.

## Toponymie
Le nom Amiénois vient de sa capitale, Amiens. Le nom Amiens est issu du peuple belge, les Ambiens dont Samarobriva était leur capitale. Ambien dérive du mot celtique Ambo qui veut dire "ceux entre les deux côtés" (la Somme), en référence à la géographie du territoire.

## Géographie

### Localisation
L'Amiénois est situé dans la région Hauts-de-France, principalement dans la Somme, mais également dans le nord-ouest de l'Oise, et certaines communes du Pas-de-Calais.
Le pays partage ses frontières à l'ouest avec le Ponthieu, le Vimeu et le Talou. Il est borné au nord par le Ternois et l'Artois, à l'est par le Vermandois et au sud par le Beauvaisis.
L'Amiénois comprend également une partie du Santerre, avec des villes comme Albert, Montdidier ou Roye.

### Paysages
L'Amiénois possède un paysage rural et agricole, composé majoritairement d'openfields.

### Hydrographie
Le cours d'eau principal traversant le territoire est le fleuve Somme, avec ses affluents comme la Selle, la Noye, l'Avre, Ancre, la Nièvre, l'Hallue et le Saint-Landon.

## Histoire

### Antiquité

#### Les Ambiens
Durant l'Antiquité, les Ambiens, peuple belge, occupent le territoire. Le territoire est centré sur le cours inférieur de la Somme. Cette dernière lui tient lieu d'axe principal et de colonne vertébrale, l'ensemble des agglomérations gauloises reconnues à ce jour en territoire ambien s'échelonnant le long de son cours. Deux petits fleuves côtiers pourraient lui avoir servi de frontière, la Bresle au sud, et la Canche, ou peut-être l'Authie au Nord. Sa frontière Sud toutefois, reste incertaine, en raison de l'existence à cet endroit d'un petit peuple dont le statut et le territoire restent mal connus, les Catuslogues, peut-être à l'époque de l'indépendance un client ou un pagus des Ambiens. Ils avaient pour autres voisins les Calètes et les Bellovaques au sud-ouest et au sud, les Viromanduens à l'est et les Atrébates et les Morins au nord.

#### Epoque Gallo-Romaine
Après la conquête de la Gaule par les Romains, l'Amiénois sera intégré à la province de Gaule belgique. Samarobriva est mentionné pour la première fois dans les Commentaires sur la guerre des Gaules de Jules César, ville dans laquelle il y installe ses quartiers d'hiver au retour de l'expédition en Bretagne insulaire en -54 av. J-C.
Samarobriva se développe et devient une ville stratégique en matière de commerce et la diffusion de la culture romaine. La via Agrippa de l'Océan reliant Lugdunum à Gesoriacum traverse l'Amiénois dont Samarobriva.

Durant le Bas-Empire, l'Amiénois subit les raids saxons et francs. Samarobriva change de nom pour devenir Ambianorum. Au IIIe siècle l'Amiénois fut évangélisé selon la tradition chrétienne, Firmin d'Amiens, Fuscien, Victoric d'Amiens et Gentien auraient été les premiers propagateurs de la foi. Martin de Tours, légionnaire romain, partage son manteau au porte d'Ambianorum et se convertira au christianisme. 
838–1185
Entités suivantes :
- Gouvernement militaire de Picardie

### Moyen Âge

#### Invasion barbares
L'Amiénois est envahi par les Francs après la chute de l'Empire romain.

#### Le comté d'Amiens
Le premier comte d'Amiens est Gauzbert Ier, fils du comte de Ponthieu, issu de la dynastie carolingienne. Par la suite le comté sera possédé par la Maison de Vexin jusqu'en 1077 puis la Famille de Boves prendra possession du comté. Enguerrand Ier de Coucy participa à la Première croisade, et affronta Louis VI le Gros lors de la création de la commune d'Amiens en 1117. En 1115, Louis VI le Gros confisqua le comté d'Amiens à la Famille de Boves et le confia à Adélaïde de Vermandois. En 1185, Philippe d'Alsace céda le comté d'Amiens au Roi de France Philippe II Auguste qui sera rattaché à la couronne.

#### Essor économique du XIIe et XIIIe siècles
Après que le comté d'Amiens et de Vermandois soient rattachés à la couronne, plusieurs villes s'octroient une charte communale : après Amiens, Montdidier en 1184, puis Bray-sur-Somme en 1210.
L'Amiénois comme dans le reste de la Picardie, connait un essor économique durant la fin du Moyen Âge central. Amiens et Corbie sont des "villes drapantes" et développe un commerce important de la waide, ce qui permettra le financement de la construction de la cathédrale d'Amiens.

#### Bas Moyen Âge
La Guerre de Cent-Ans fait rage en Picardie, avec la Chevauchée d'Édouard III qui ravage les pays voisins. En 1358, la bataille d'Amiens oppose les partisans de Charles le Mauvais au dauphin Charles V. En 1423 est signé une alliance entre Jean de Lancastre, Philippe le Bon et Jean V de Bretagne pour lutter contre Charles VII.
Après la fin Guerre de Cent Ans, l'Amiénois et le nord de la Picardie deviennent bourguignonne. L'Amiénois et la Picardie royale sont rattachés à la couronne définitivement en 1477 à la mort de Charles le Téméraire. L'Amiénois fera partie du gouvernement militaire de Picardie, à sa création en 1482.

### Epoque moderne

#### Guerres de religion
Des troubles éclatent dans l'Amiénois, la ville de Corbie et les notables amiénois se rallient à la Ligue catholique, des combats auront lieu jusque dans la cathédrale d'Amiens.

#### Prise d'Amiens par les Espagnols et paix de Vervins

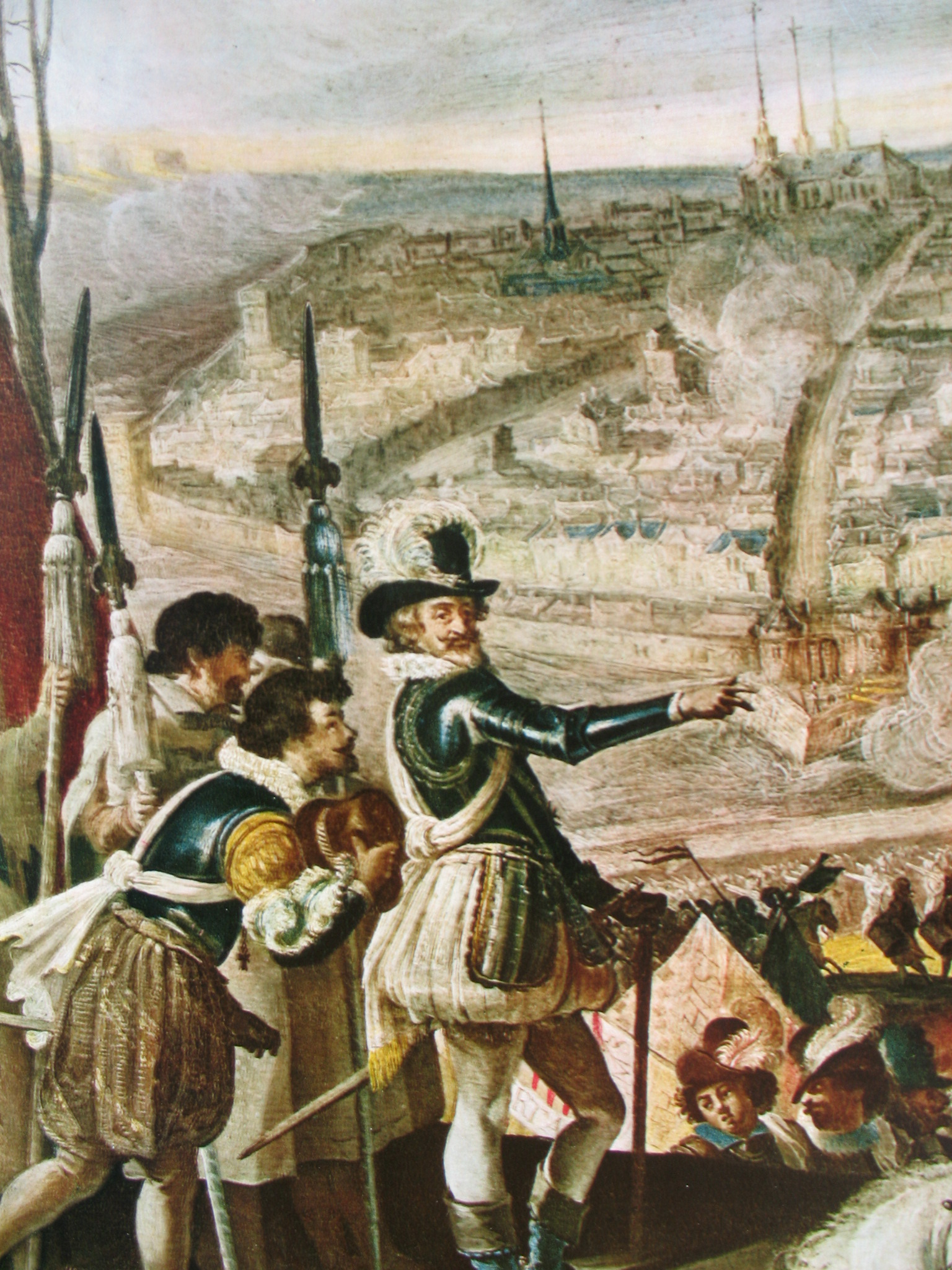
Henri IV lors du siège d'Amiens en 1597

Après le siège de Doullens en 1595, les Espagnols attaquent par surprise Amiens en 1597. Un siège sur la ville durera six mois et Henri IV reprendra Amiens. Après le siège, Henri IV décida la construction des citadelles d'Amiens et de Doullens.

#### La Guerre de Trente-Ans
En 1636, lors de la guerre de Trente-Ans, les Espagnols franchissent la Somme, pillèrent et incendièrent Saleux, Salouël et Longueau. Jean de Werth prit Roye. Seule Montdidier a résisté.
En novembre de la même année, Corbie est reprise par les français après 3 mois sous contrôle espagnol. L'Amiénois est ravagé.
Les incursions espagnoles continueront jusqu'à la fin de la guerre. Avec le Traité des Pyrénées, mettant fin à la guerre, le comté d'Artois est rattaché à la France, et alors l'Amiénois n'est plus frontalier avec les Pays-Bas espagnols.

#### Retour à la paix et à la prospérité et lesLumières
Après la guerre, l'Amiénois n'est plus menacé et profite d'un temps de paix pour se reconstruire. Dans ce contexte, le mouvement des Lumières apparait. L'Amiénois y est sensible, des académies sont crées comme l'Académie des sciences, des lettres et des arts d'Amiens. L'intendant de la généralité d'Amiens, François Marie Bruno d'Agay, en fait partie. Il prend part à des discussions sur la vaccine ou des améliorations concernant l'agriculture et l'industrie.
En 1751, le jardin des plantes d'Amiens est créé et est l'un des plus anciens de France. Des loges maçonniques sont fondés à Amiens, Doullens et Montdidier.

## Politique et administration

### Organisation territoriale
L'Amiénois est rattaché principalement au département de la Somme, bien que certaines communes sont rattachés dans l'Oise ou le Pas de Calais. Il occupe une grande partie de l'arrondissement d'Amiens et de Montdidier, et partiellement les arrondissements de Péronne, Beauvais, Clermont et d'Arras.

### Appartenance aux Hauts-De-France
De 1960 à 2016, l'Amiénois faisait partie de l'ancienne région Picardie, et quelques communes figuraient dans le Nord-Pas-de-Calais.
Depuis, le pays fait partie des Hauts-de-France, et la ville d'Amiens est la deuxième ville la plus peuplée de la nouvelle région après Lille.

## Population et société

### Principales villes et agglomération de l'Amiénois
Bien que la ville d'Amiens est la ville la plus peuplée de Picardie, l'Amiénois est un pays rural dans son ensemble. La population est concentrée autour d'Amiens et partiellement autour de Montdidier et d'Albert.

### Communes les plus peuplées
| Nom                | Code Insee | Intercommunalité               | Superficie (km2) | Population (dernière pop. légale) | Densité (hab./km2) | Modifier                                    |
| ------------------ | ---------- | ------------------------------ | ---------------- | --------------------------------- | ------------------ | ------------------------------------------- |
| Amiens             | 80021      | CA Amiens Métropole            | 49,76            | 134 780 (2022)                    | 2 709              | modifier les données · modifier les données |
| Albert             | 80016      | CC du Pays du Coquelicot       | 13,80            | 9 658 (2022)                      | 700                | modifier les données · modifier les données |
| Corbie             | 80212      | CC du Val de Somme             | 16,25            | 6 080 (2022)                      | 374                | modifier les données · modifier les données |
| Montdidier         | 80561      | CC du Grand Roye               | 12,58            | 5 978 (2022)                      | 475                | modifier les données · modifier les données |
| Doullens           | 80253      | CC du Territoire Nord Picardie | 33,40            | 5 814 (2022)                      | 174                | modifier les données · modifier les données |
| Roye               | 80685      | CC du Grand Roye               | 15,55            | 5 748 (2022)                      | 370                | modifier les données · modifier les données |
| Longueau           | 80489      | CA Amiens Métropole            | 3,42             | 5 726 (2022)                      | 1 674              | modifier les données · modifier les données |
| Villers-Bretonneux | 80799      | CC du Val de Somme             | 14,51            | 4 644 (2022)                      | 320                | modifier les données · modifier les données |
| Camon              | 80164      | CA Amiens Métropole            | 12,90            | 4 387 (2022)                      | 340                | modifier les données · modifier les données |
| Salouël            | 80725      | CA Amiens Métropole            | 4,28             | 4 188 (2022)                      | 979                | modifier les données · modifier les données |
| Moreuil            | 80570      | CC Avre Luce Noye              | 23,43            | 3 968 (2022)                      | 169                | modifier les données · modifier les données |

#### Amiens
Capitale de l'Amiénois et de la Picardie, Amiens est notamment célèbre pour sa cathédrale, l'une des plus vastes du monde. Amiens est la première ville de France en nombre d'inscriptions au patrimoine mondial de l'UNESCO. Elle est surnommée la « petite Venise du Nord » en raison des nombreux canaux qui la traversent et des hortillonnages. Amiens est une ville universitaire, elle compte plus de 31 500 étudiants.

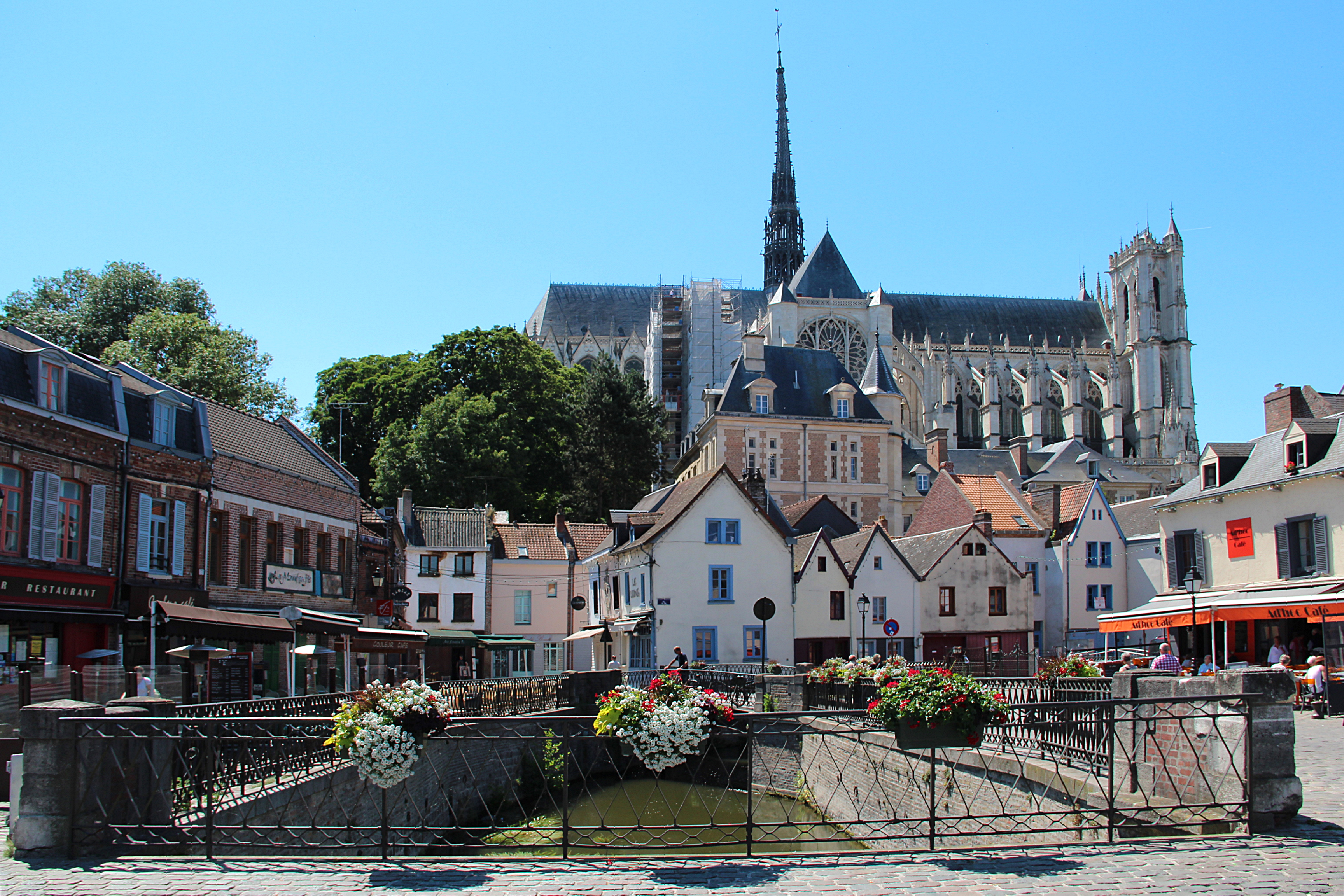
Place du Don.
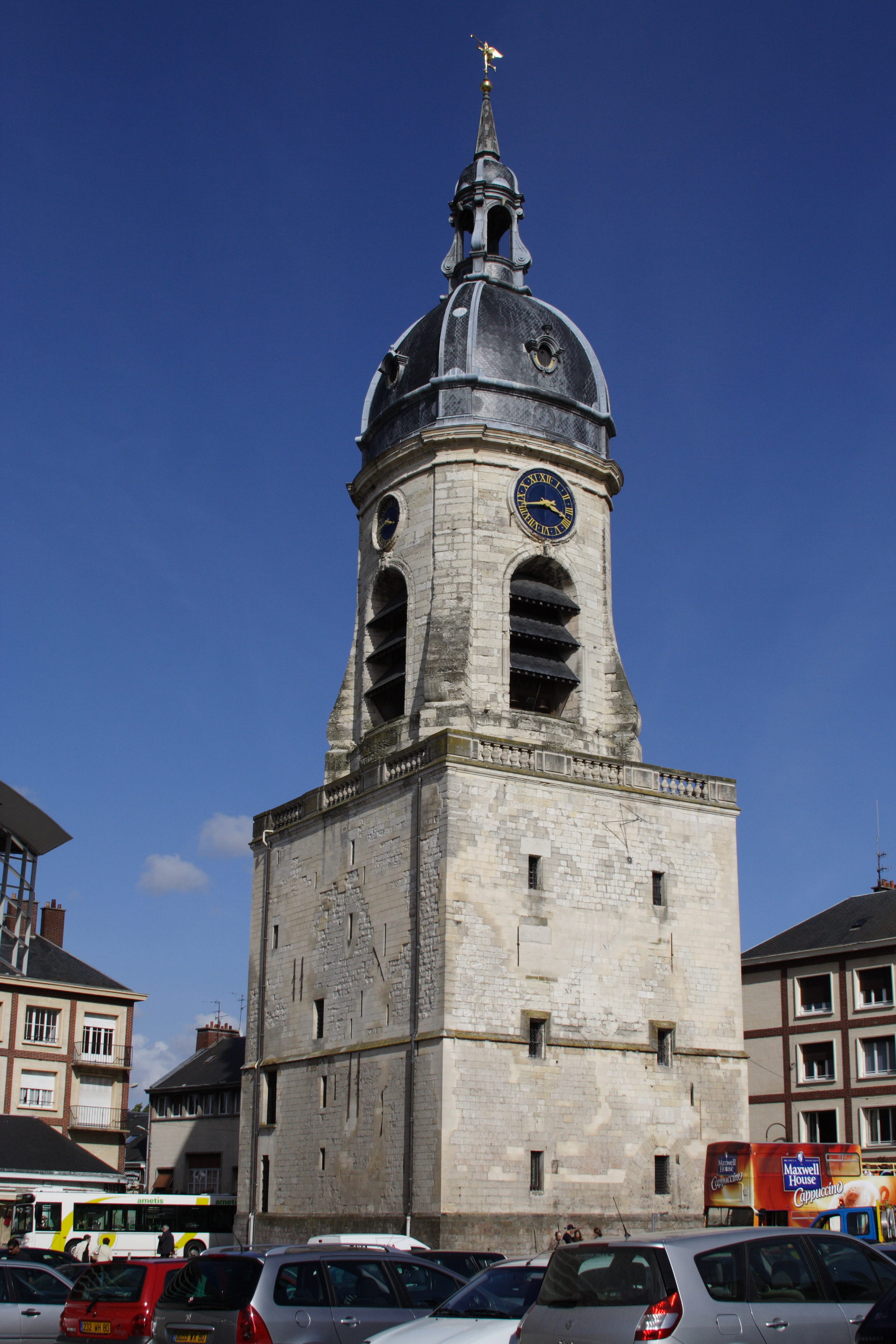
Beffroi.
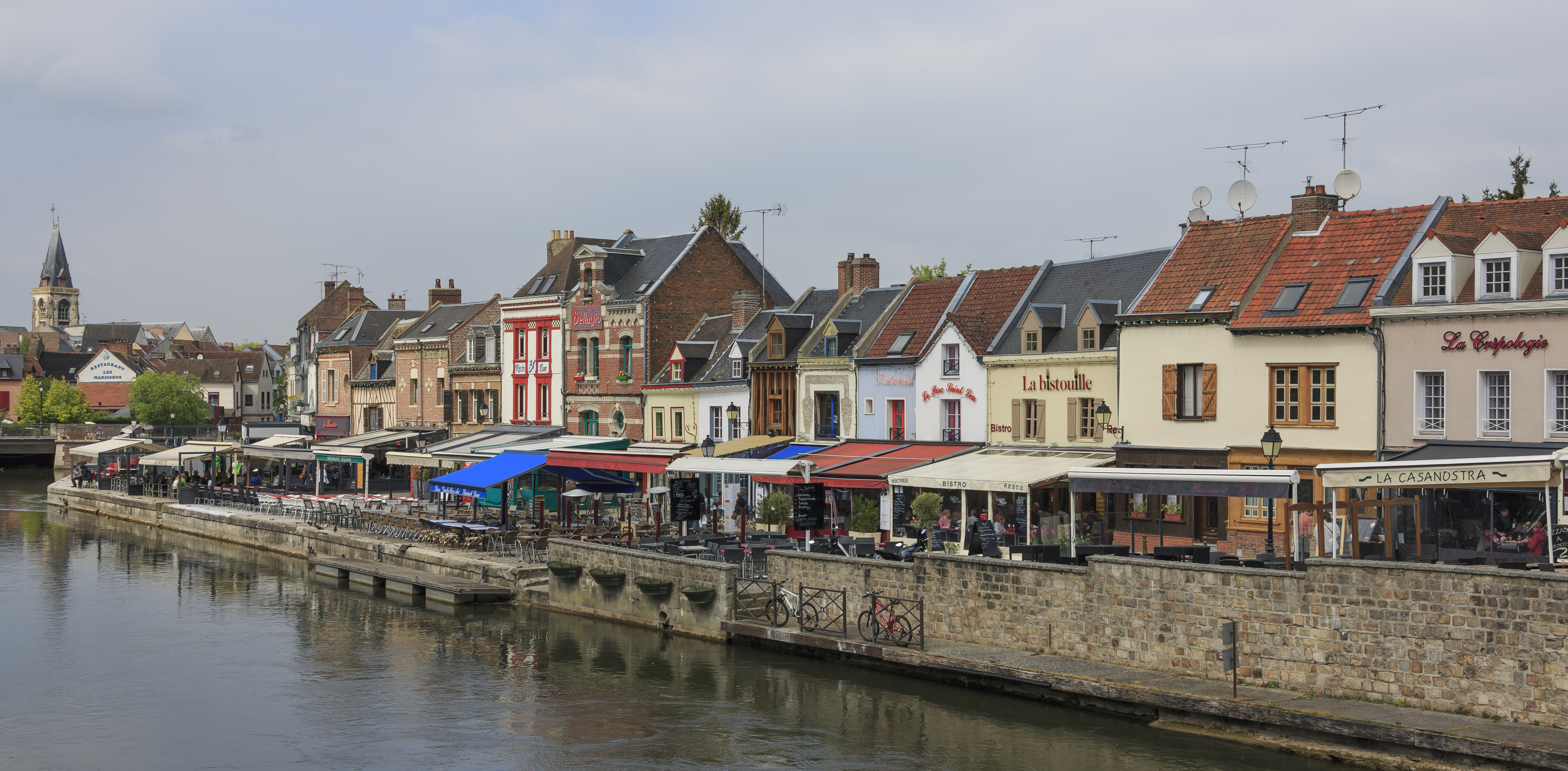
Quai Belu.
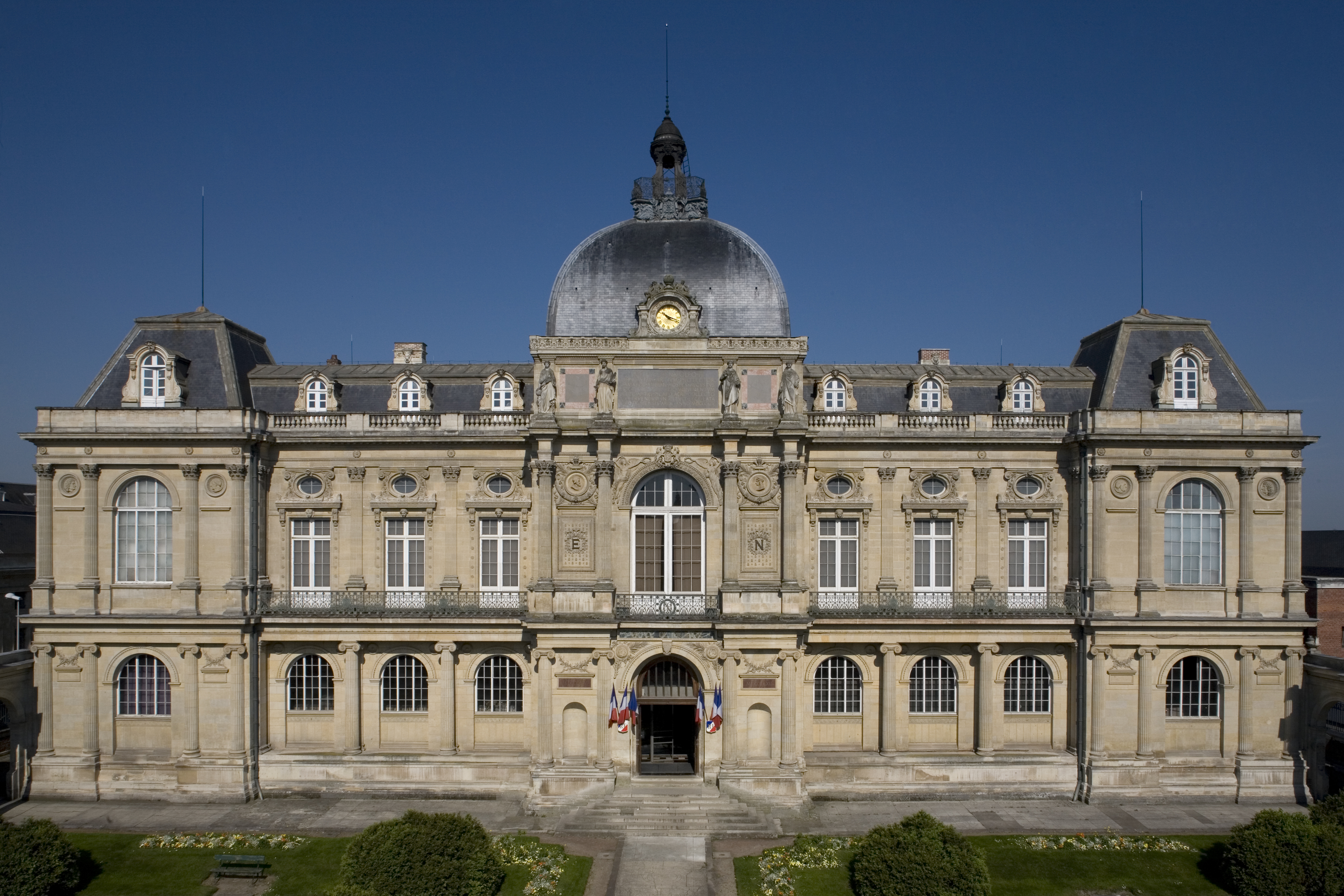
Musée de Picardie.
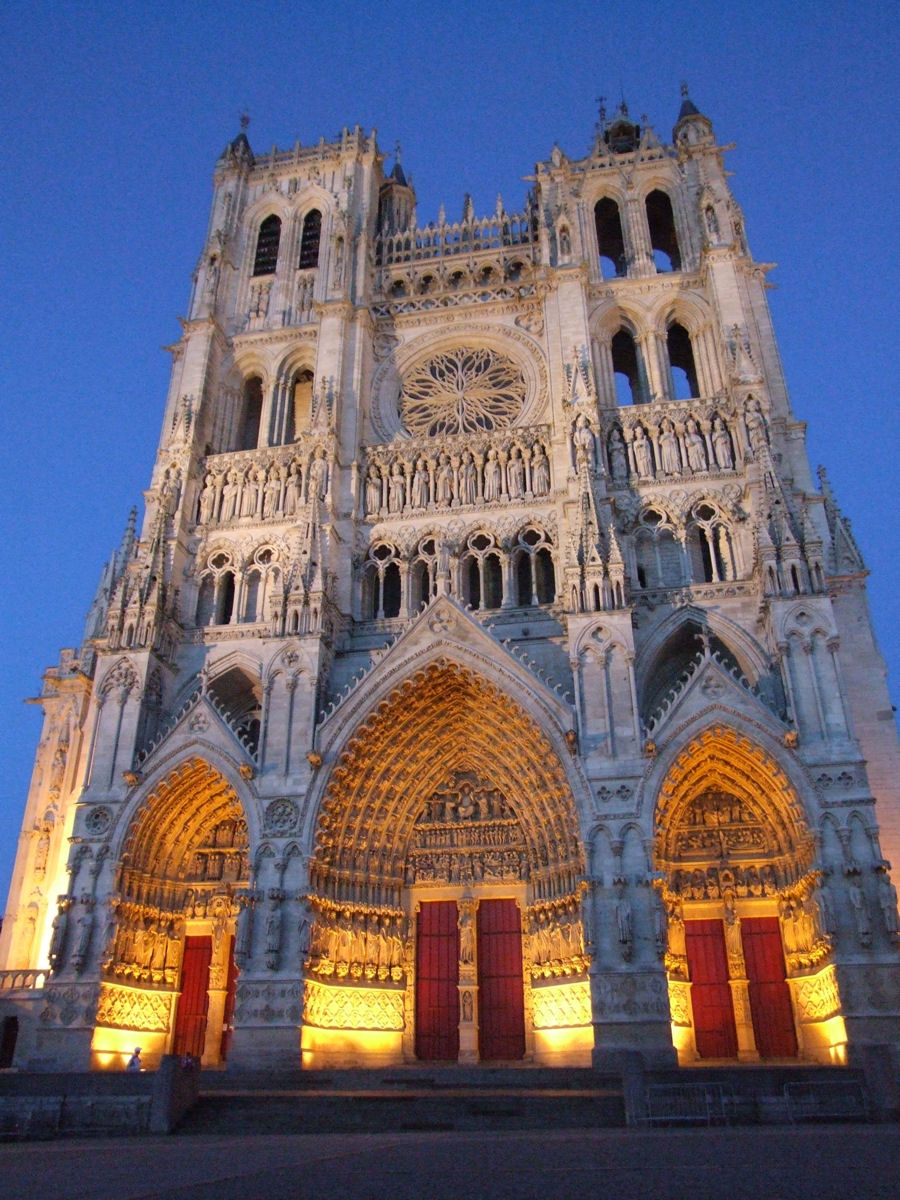
Cathédrale Notre-Dame d'Amiens.

#### Albert
Deuxième ville de l'Amiénois en termes de population, Albert est le siège de la Communauté de communes du Pays du Coquelicot et la principale ville industrielle de la vallée de l'Ancre.
Albert est connu pour le musée Somme 1916 sur le thème de la bataille de la Somme qui s'est déroulée proche de la ville. Albert a été reconstruit après la guerre dans un style néo-flamand. La basilique Notre-Dame de Brebières est classée monument historique.

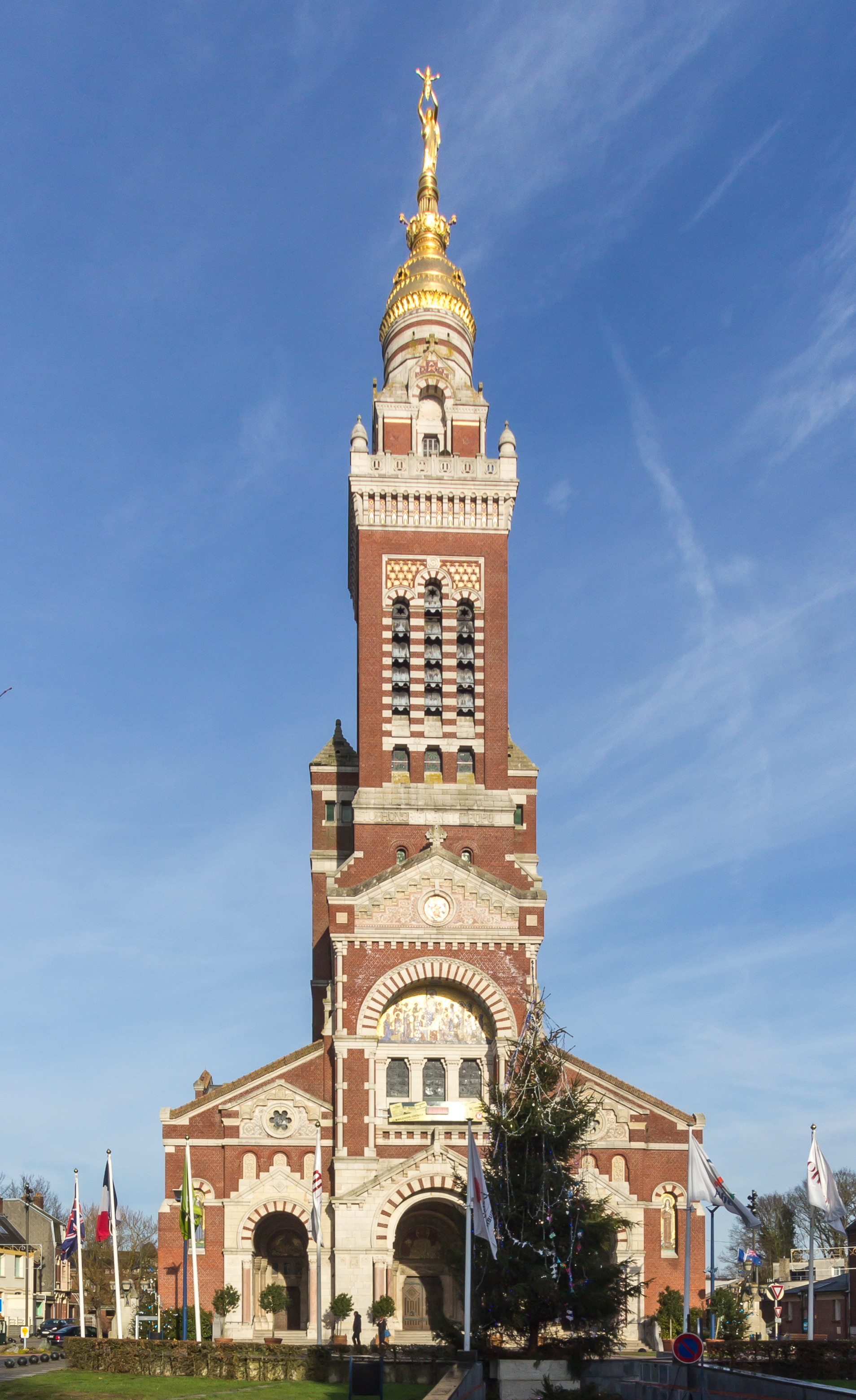
Basilique Notre-Dame de Brebières.
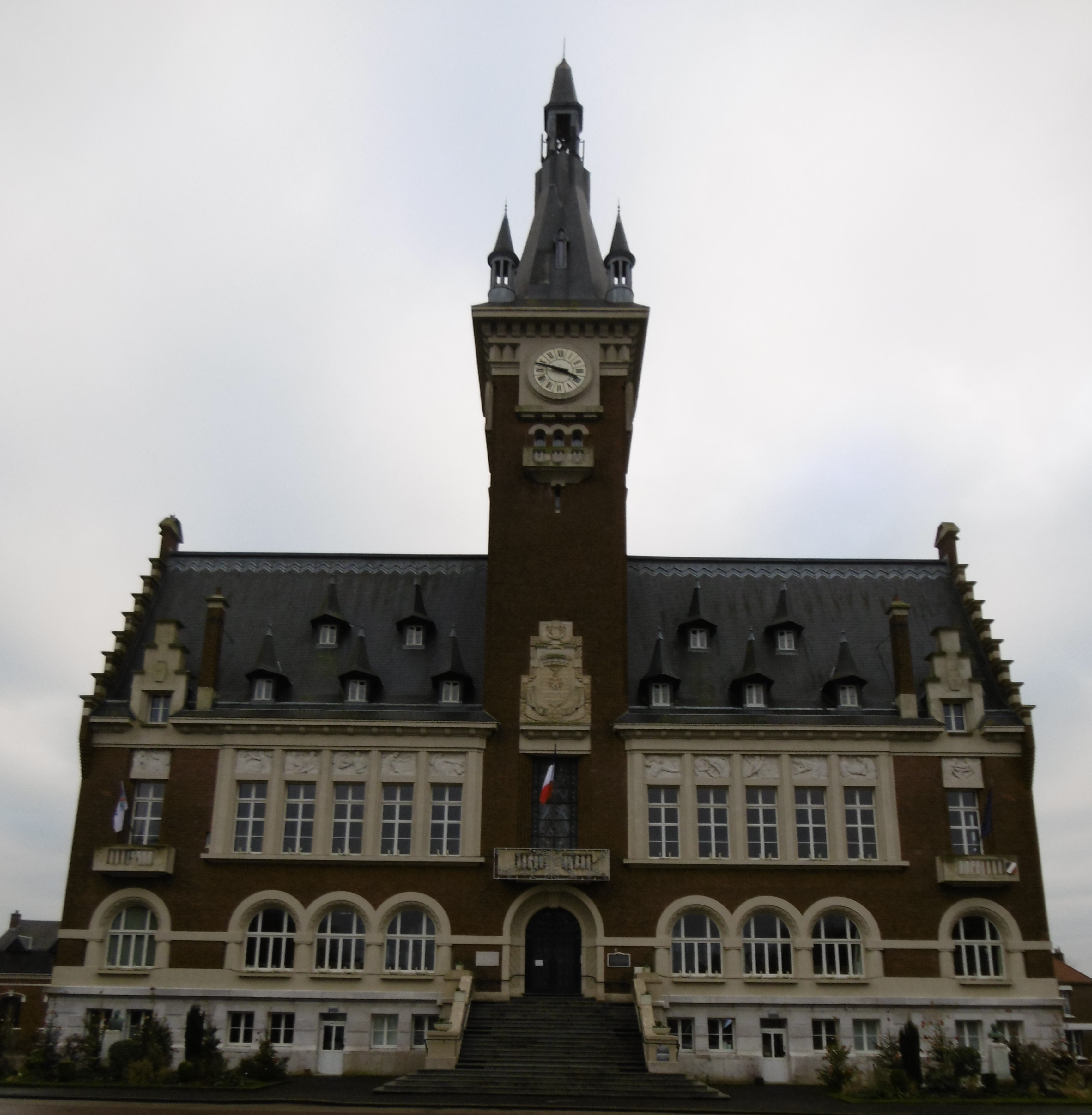
Hôtel de ville.
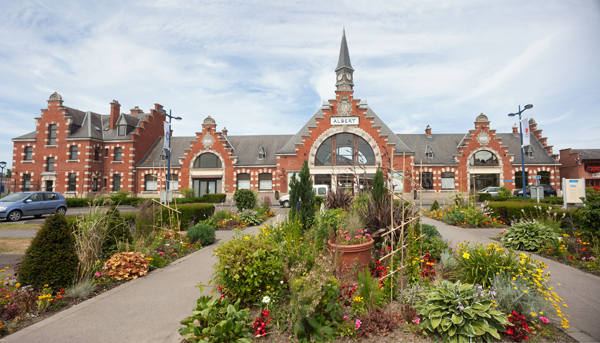
Gare.
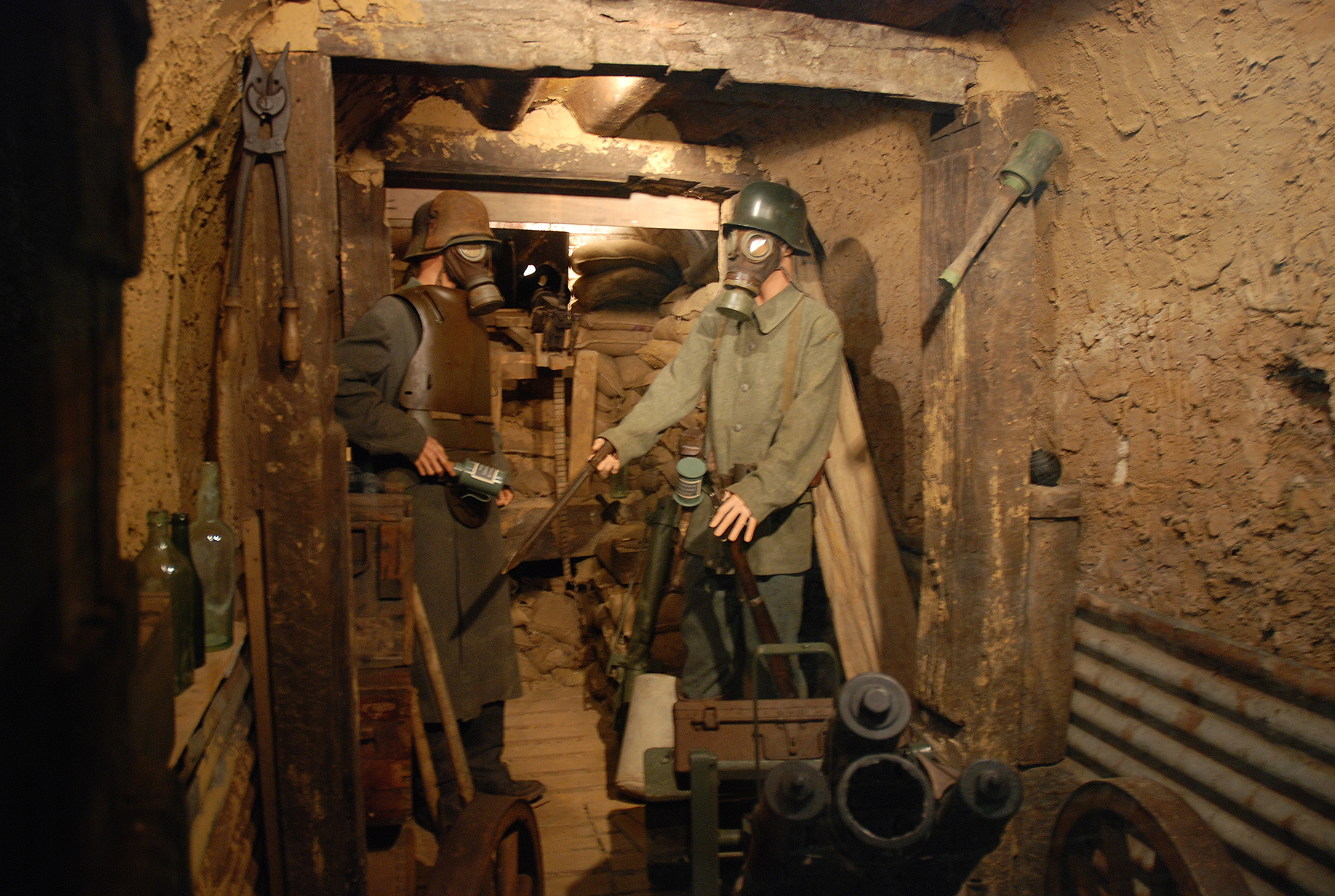
Musée Somme 1916.

#### Corbie
Située à 17 km à l'est d'Amiens, Corbie a été une ville prospère au Moyen Âge. L'abbatiale Saint-Pierre de Corbie est classée monument historique. Corbie est le siège de la communauté de communes du Val de Somme.

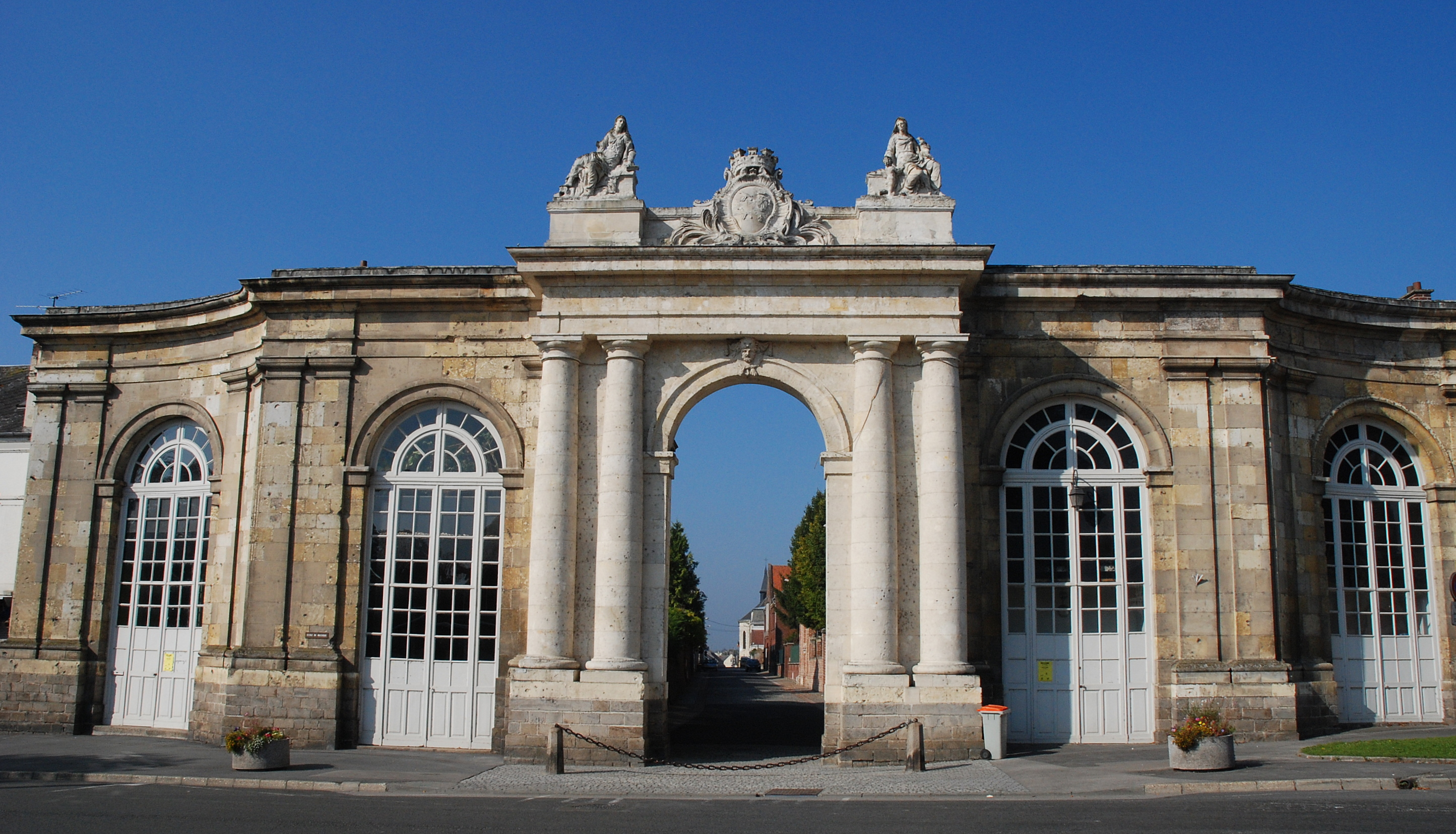
Porte d'honneur de l'abbaye de Corbie.
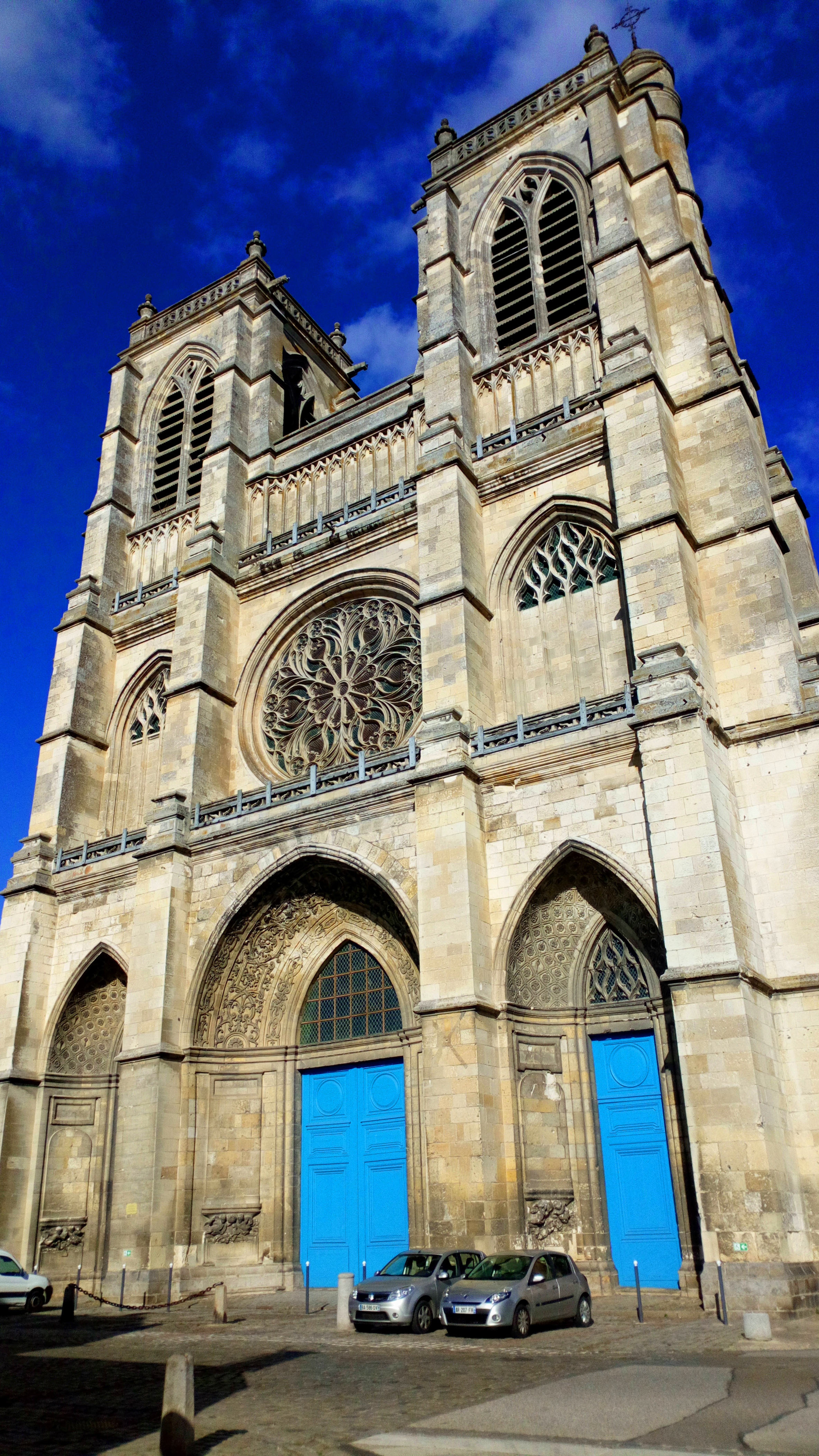
Abbatiale Saint-Pierre de Corbie.
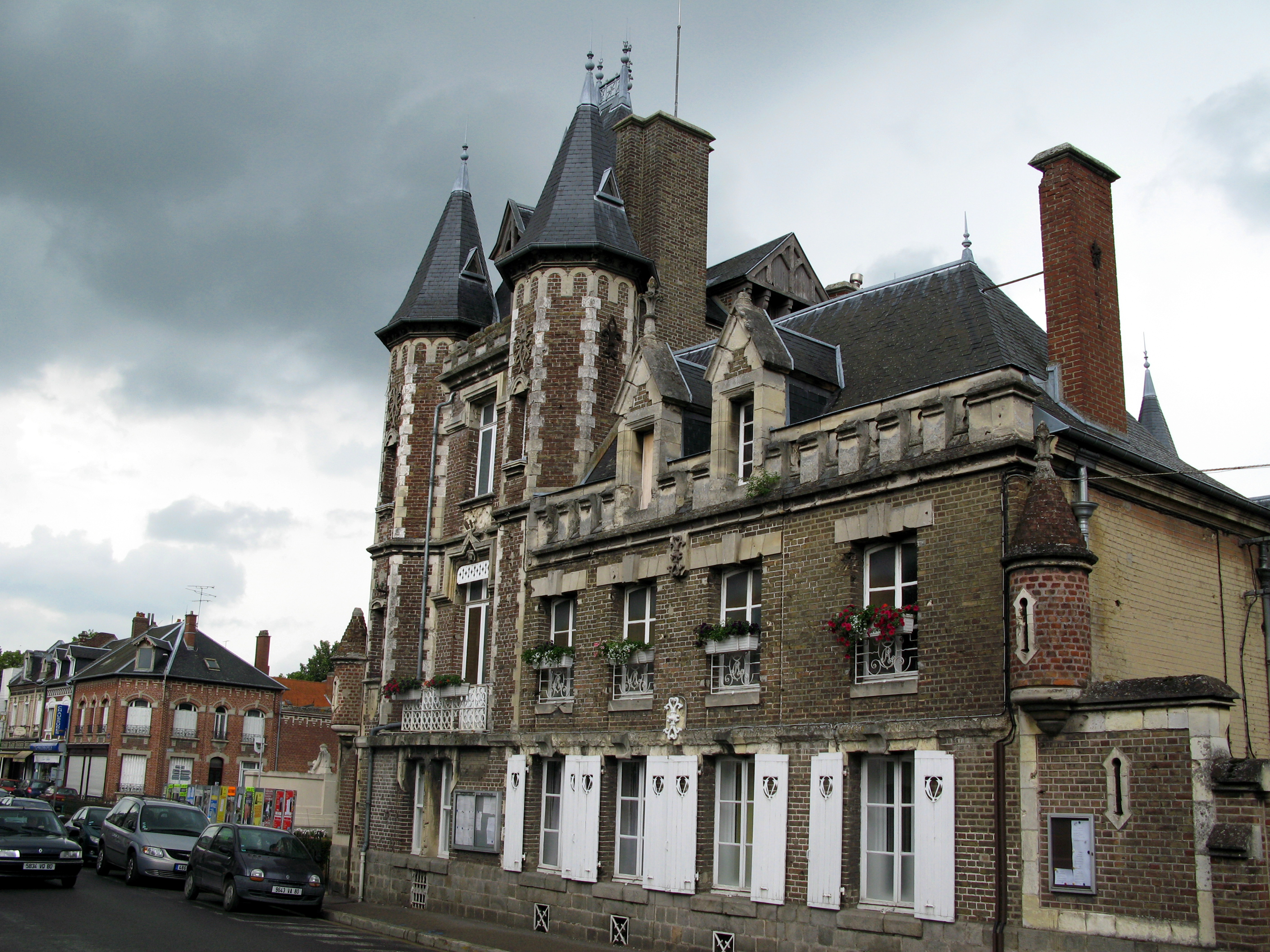
Mairie de Corbie.

#### Montdidier
Montdidier est située à 34 km au sud-est d'Amiens. Elle est le siège de la communauté de communes du Grand Roye. Ravagée durant la Première Guerre mondiale, la ville a été reconstruite dans un style néo-flamand. Son hôtel de ville ainsi que les églises Saint-Pierre de Montdidier et Saint-Sépulcre de Montdidier sont classés monument historique.

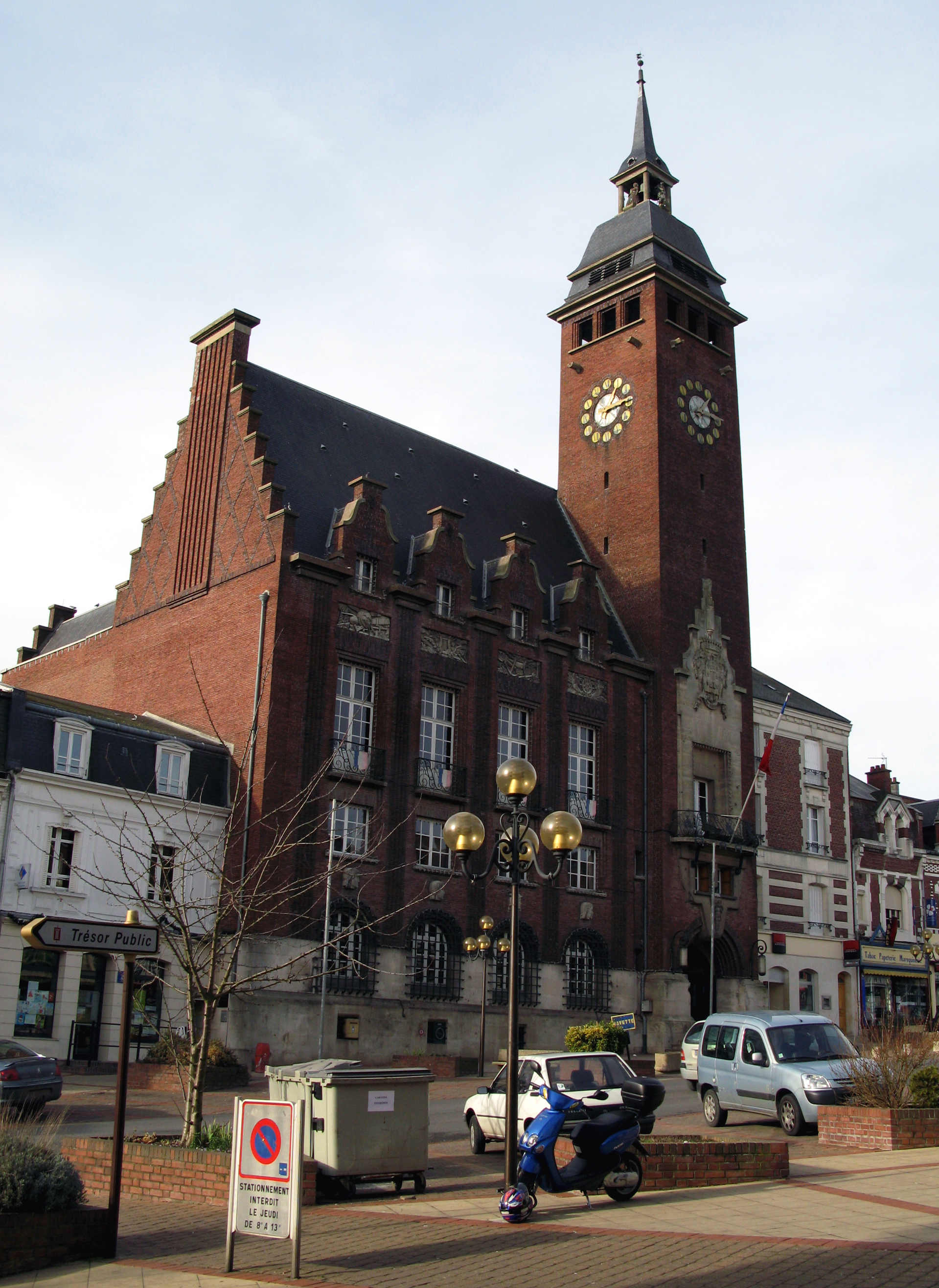
Hôtel de ville.
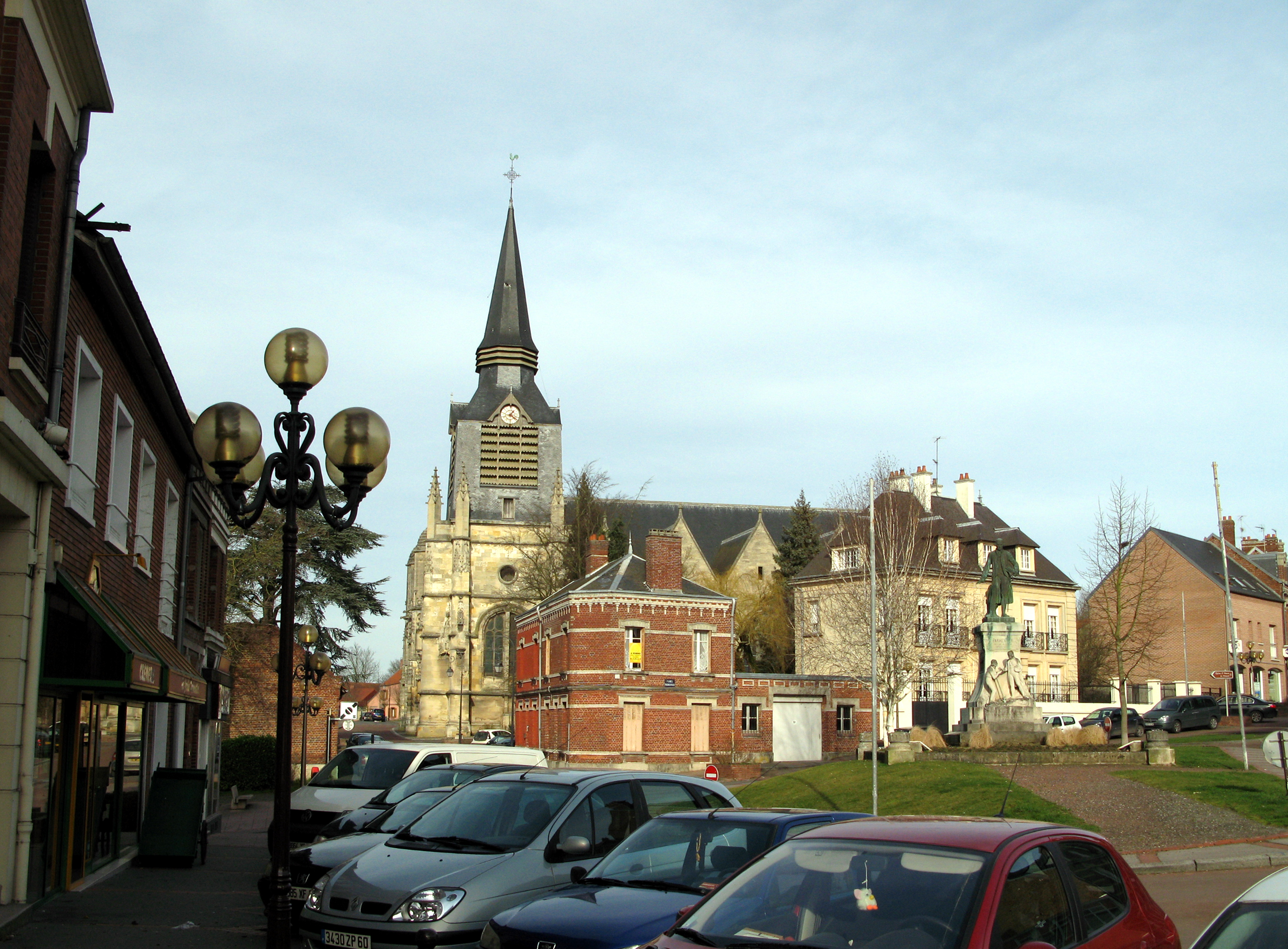
Église Saint-Pierre.
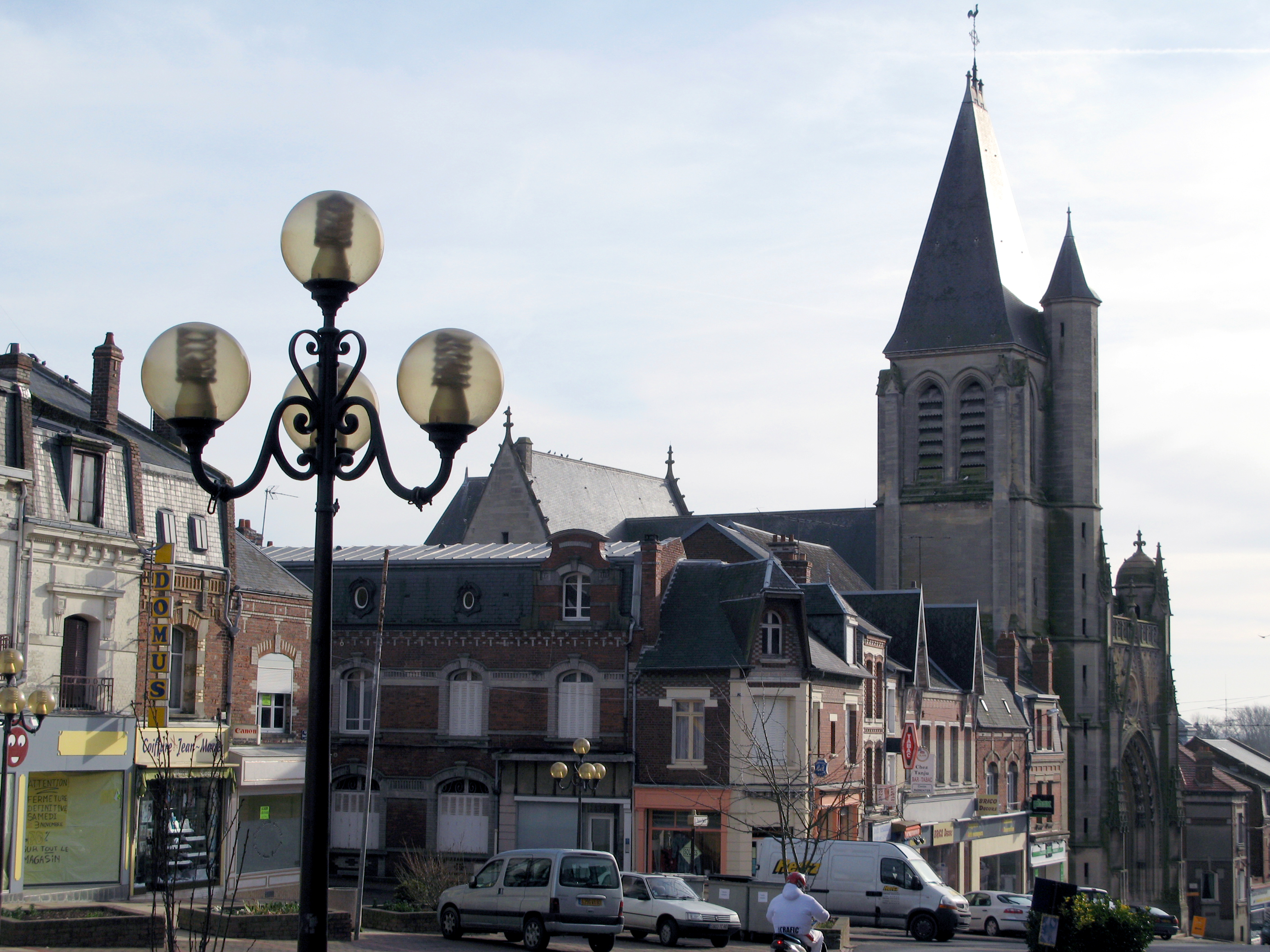
Église Saint-Sépulcre.

#### Doullens
Située à 29 km au nord d'Amiens, Doullens est le siège de la communauté de communes du Territoire Nord Picardie. Le bourg est connue pour sa citadelle, inscrite au titre de monument historique comme son beffroi, qui est également classé à l'UNESCO.

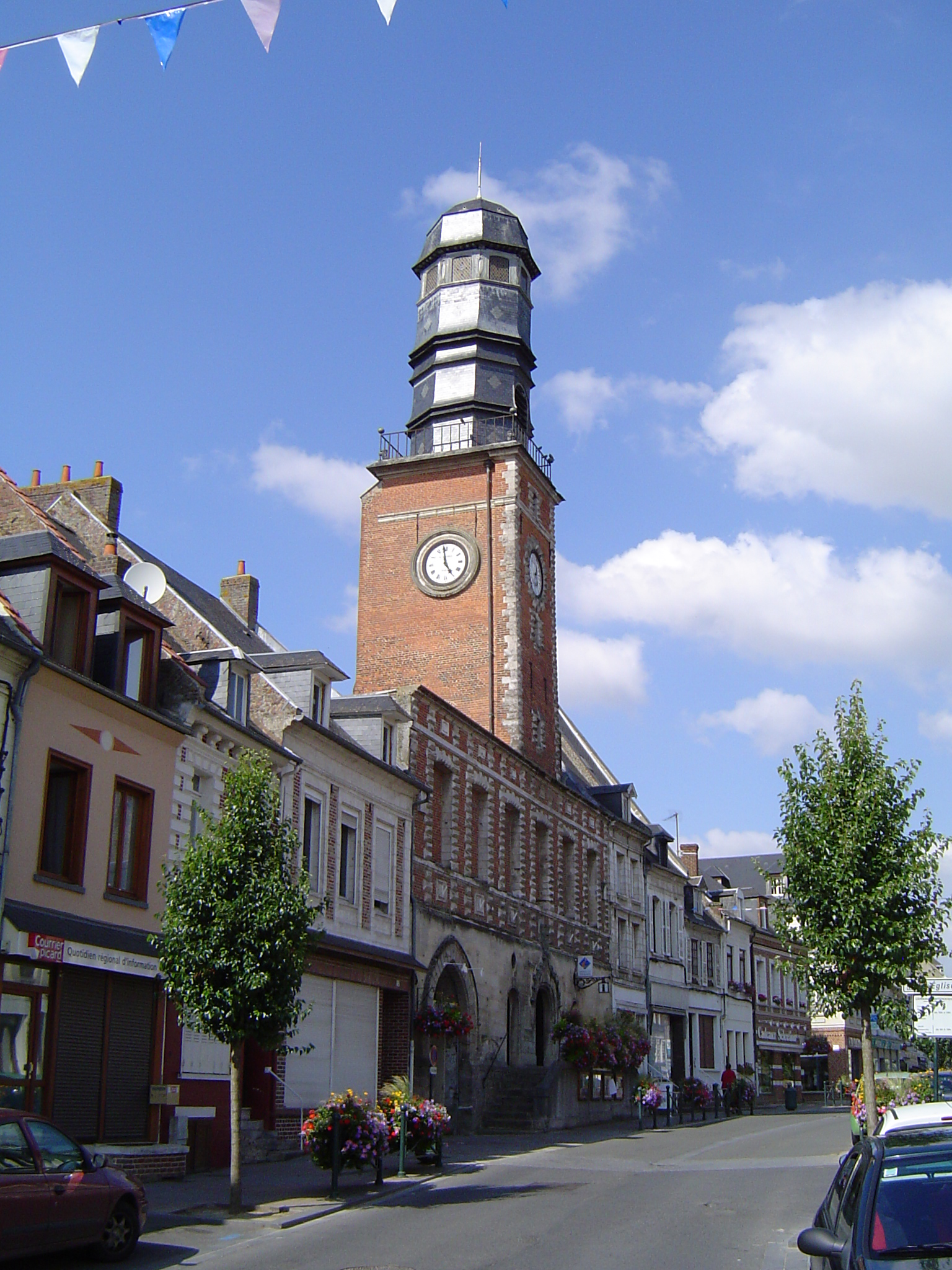
Beffroi.
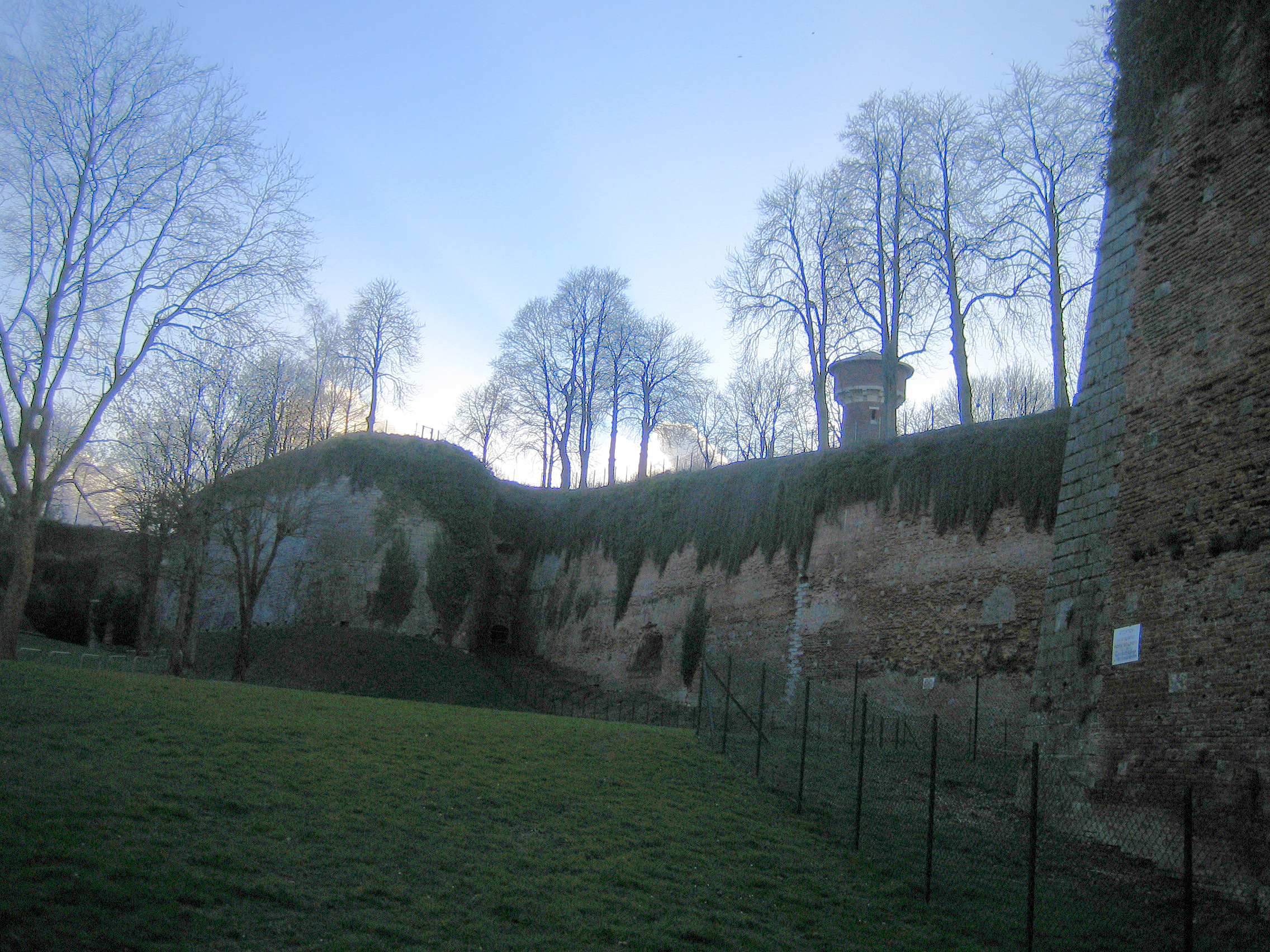
Citadelle.

#### Roye
Roye est située aux confins de l'Amiénois avec le Vermandois, à 42 km au sud-est d'Amiens. Roye a été détruit durant la Première Guerre mondiale, la ville a été reconstruite dans un style néo-flamand. l'église Saint-Pierre de Roye et ses remparts sont classés monument historique.
Bien que la communauté de communes du Grand Roye porte le nom de la ville, le siège est à Montdidier.

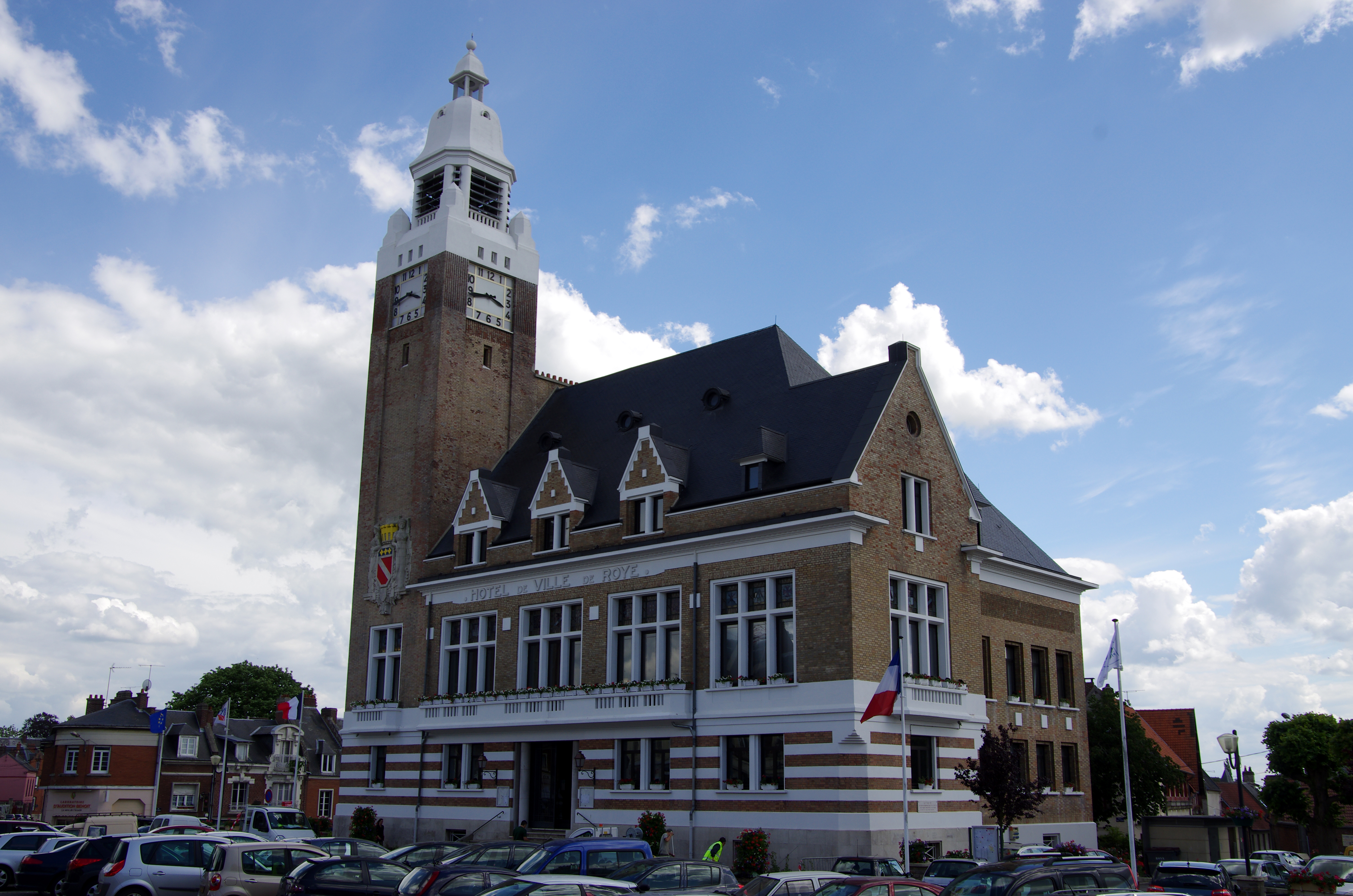
Hôtel de ville.
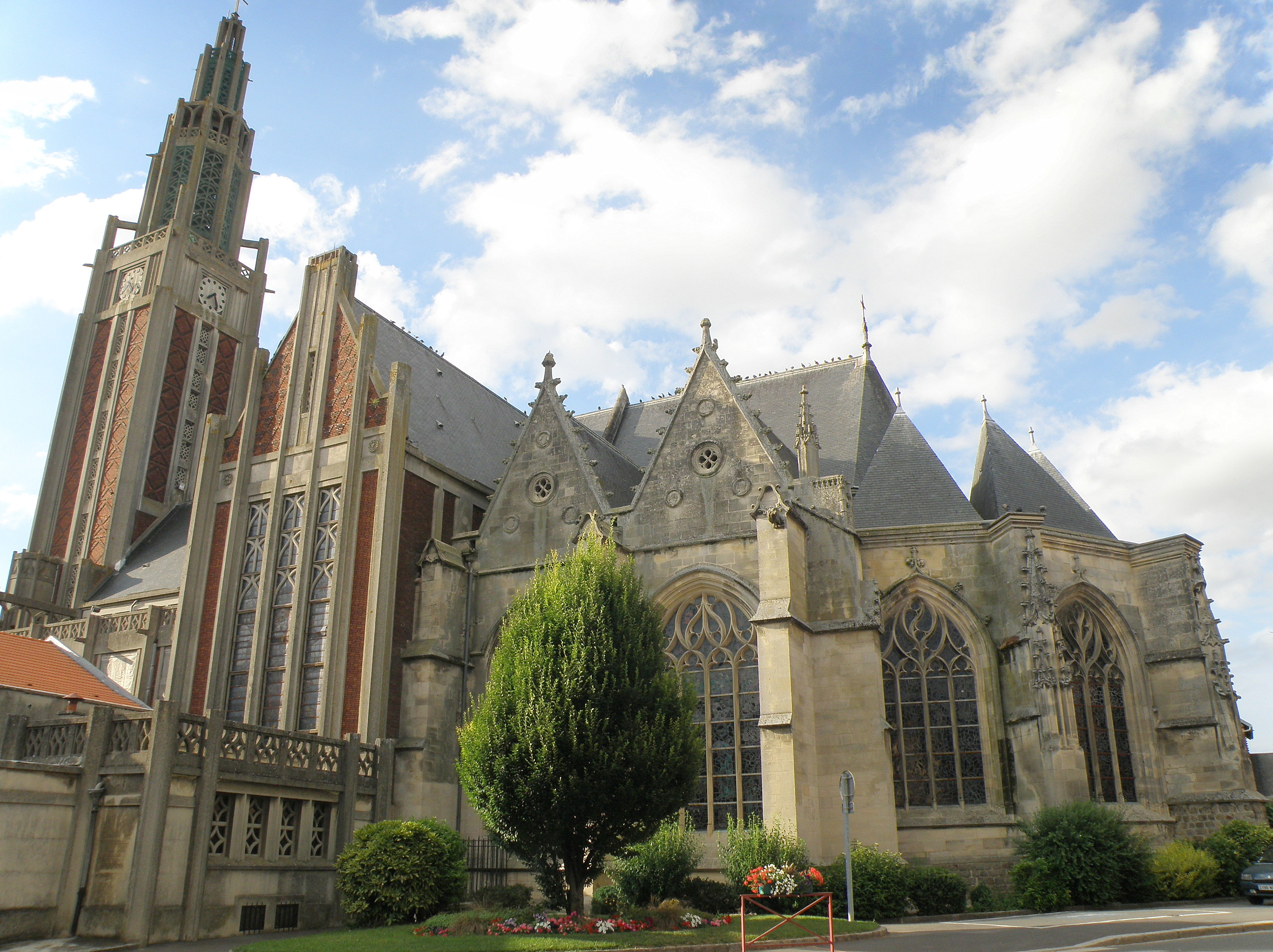
Église Saint-Pierre.
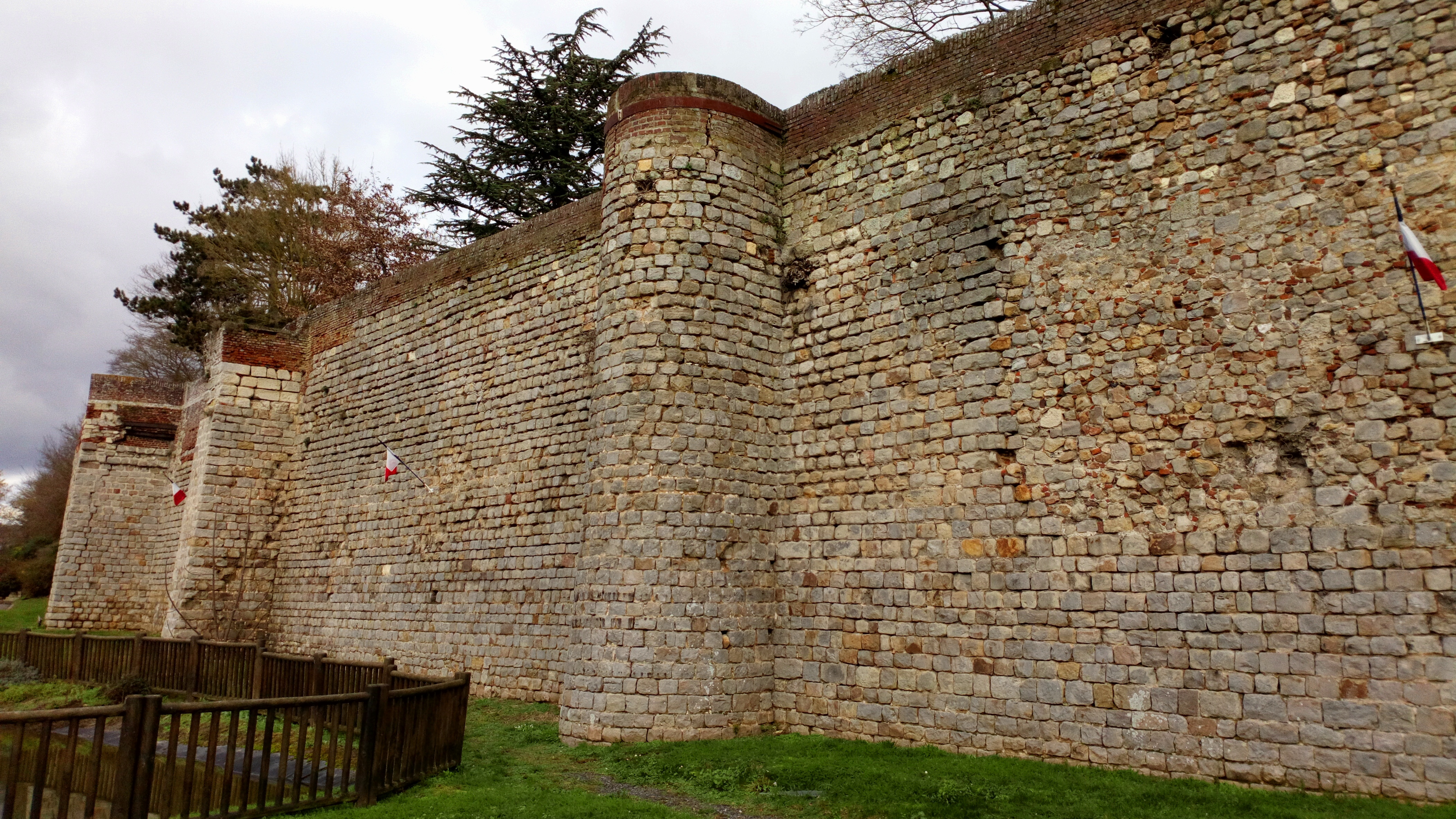
Remparts de Roye.

#### Flixecourt
Située au croisement entre l'Amiénois, le Ponthieu et le Vimeu, et à 20 km à l'ouest d'Amiens. Flixecourt est le siège de la communauté de communes Nièvre et Somme.
Flixecourt possède un patrimoine remarquable, avec le château de la Navette, classé monument historique. Il y a également l'église Saint-Léger de Flixecourt ou son moulin qui a été restauré en 2018.

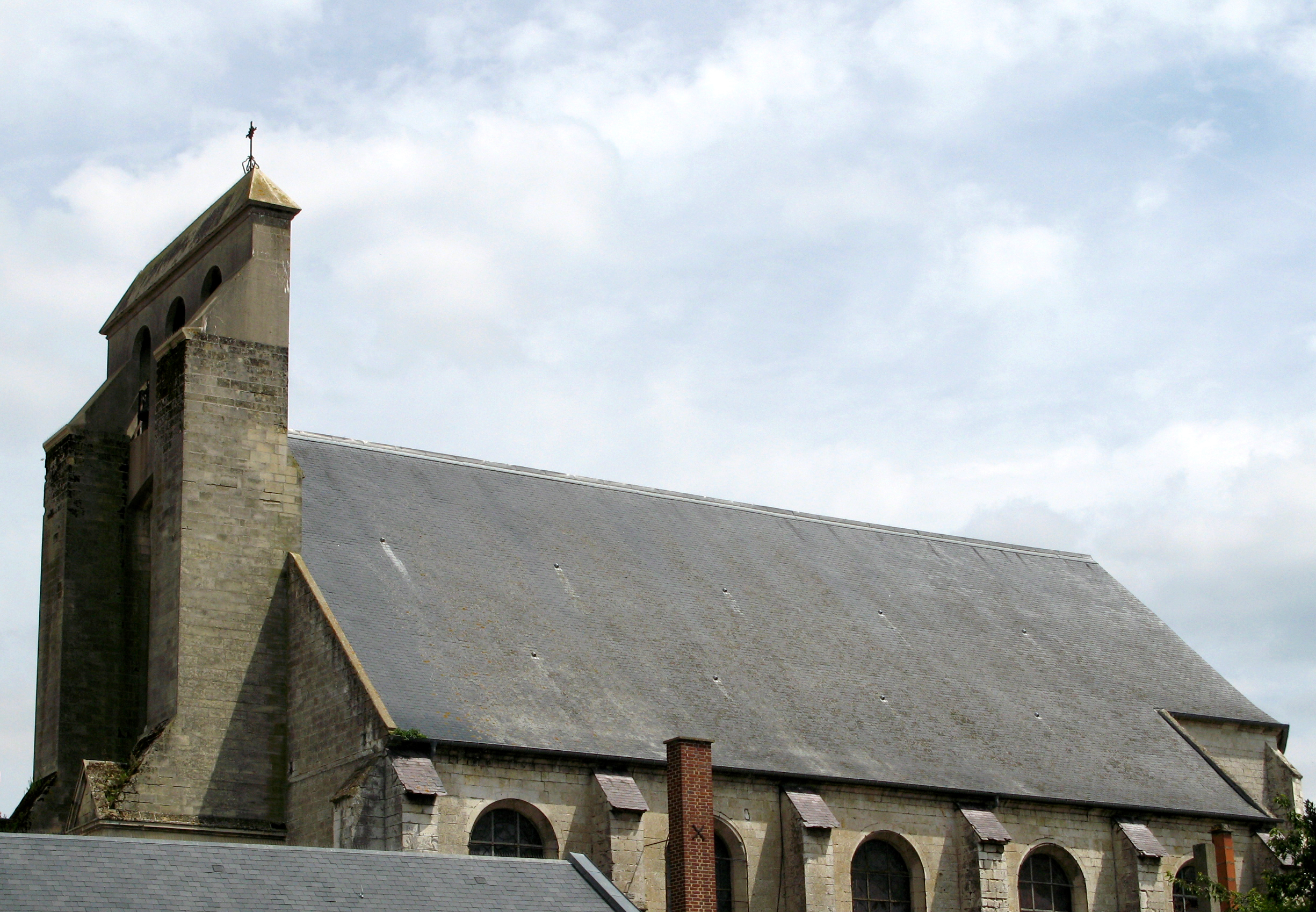
Église Saint-Léger.
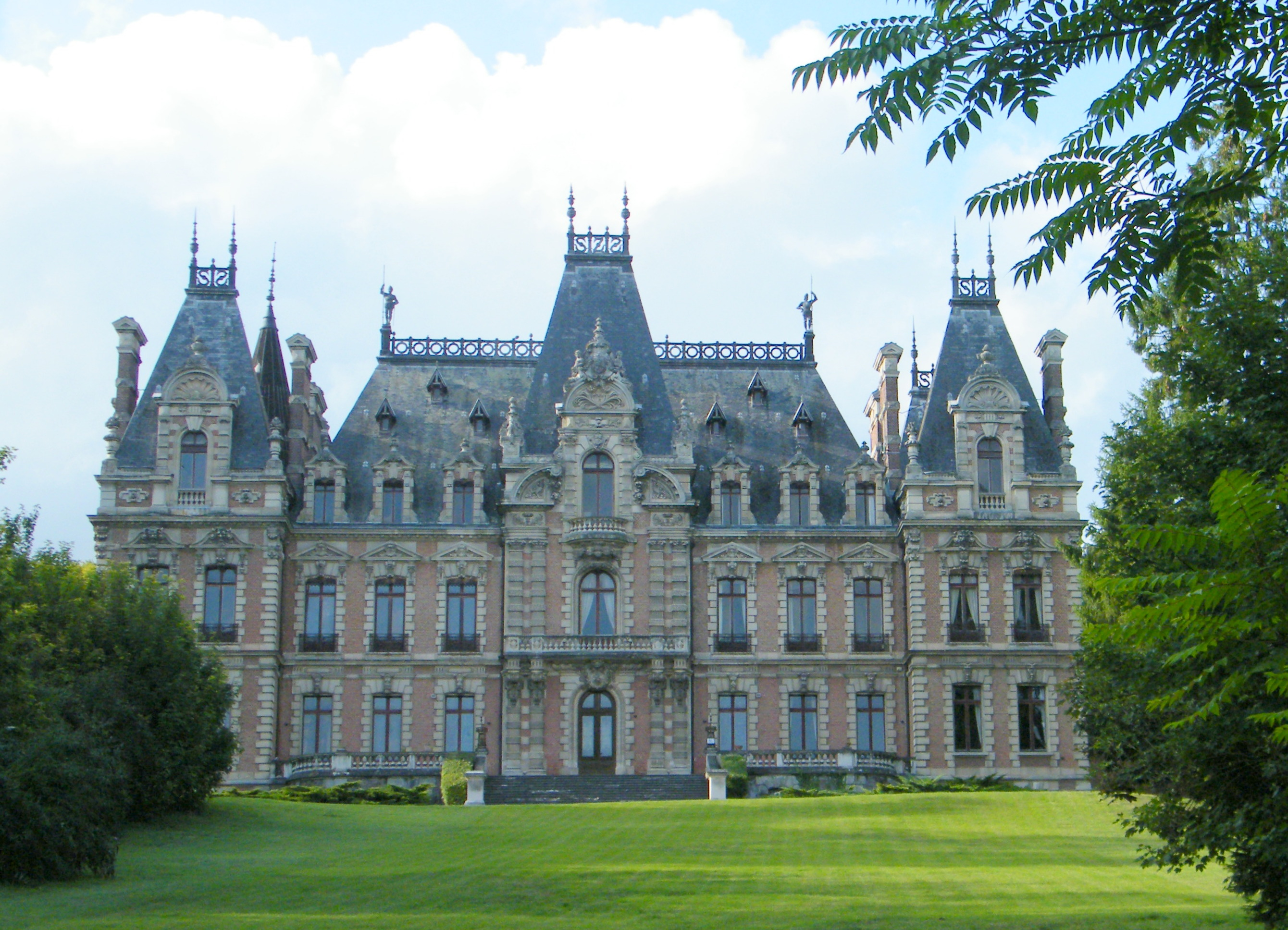
Château de la Navette.
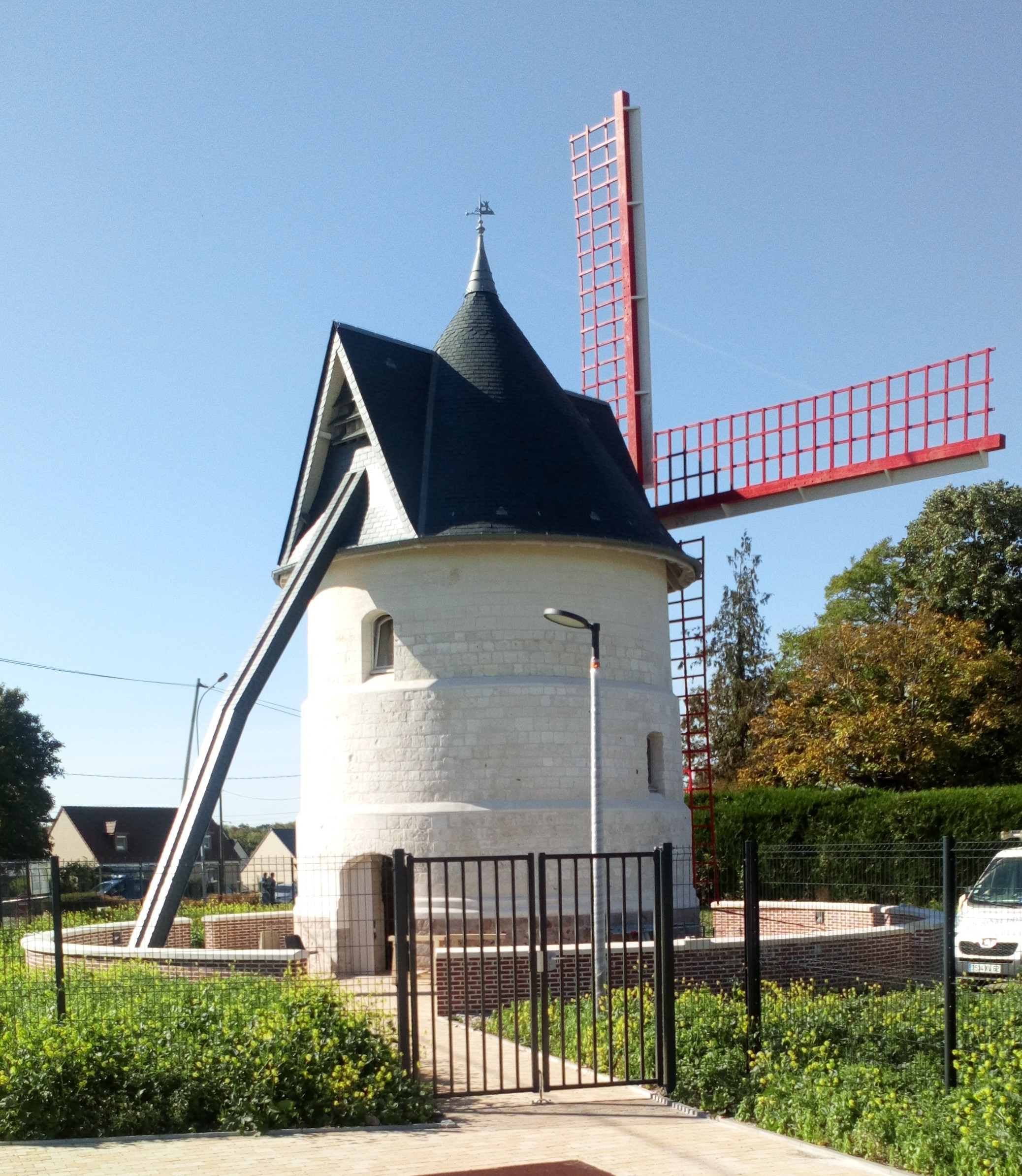
Moulin.

#### Poix-de-Picardie
Située à 26 km au sud-ouest d'Amiens. Poix-de-Picardie est le siège de la communauté de communes Somme Sud-Ouest.
L'église Saint-Denis de Poix-de-Picardie est classée monument historique.

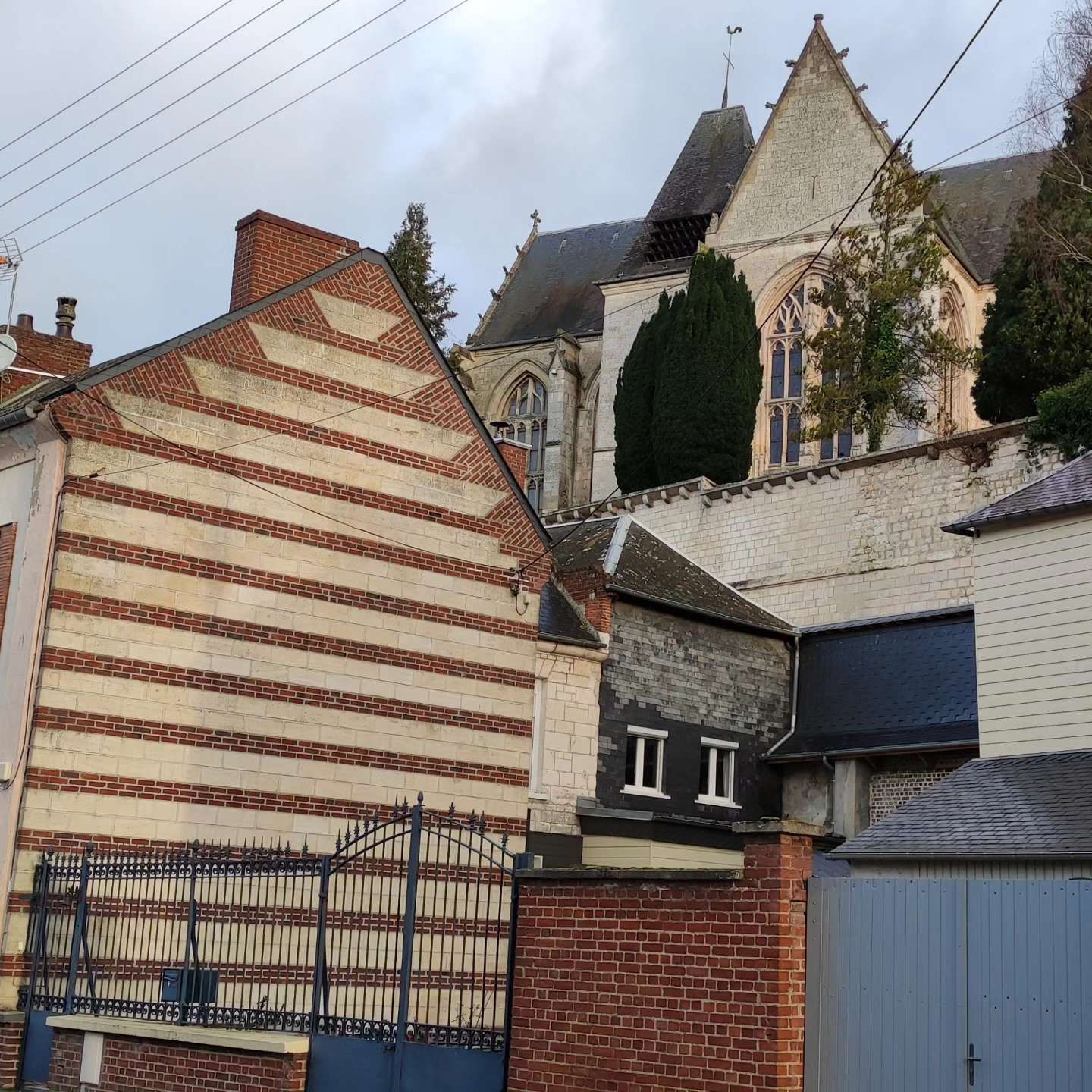
Poix-de-Picardie.
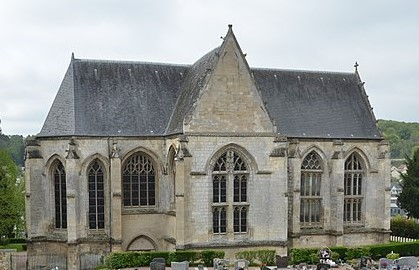
Église Saint-Denis

#### Moreuil
Moreuil est située à 19 km au sud-est d'Amiens. Moreuil est le siège de la communauté de communes Avre Luce Noye.
Moreuil a été ravagé durant la Première Guerre mondiale et a été reconstruit dans un style néo-flamand. L'église Saint-Vaast de Moreuil est inscrite au titre de monument historique.

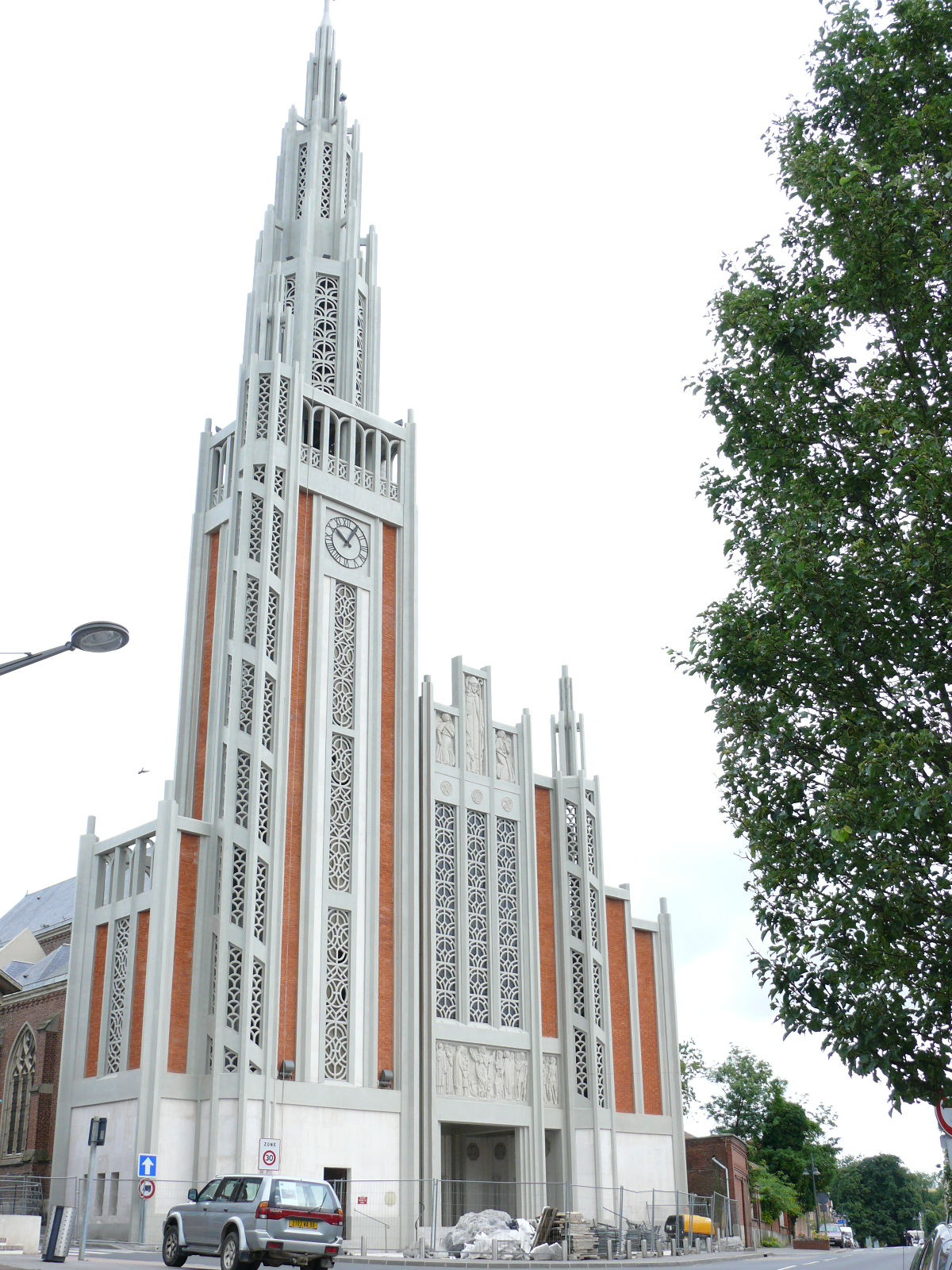
Église Saint-Vaast.
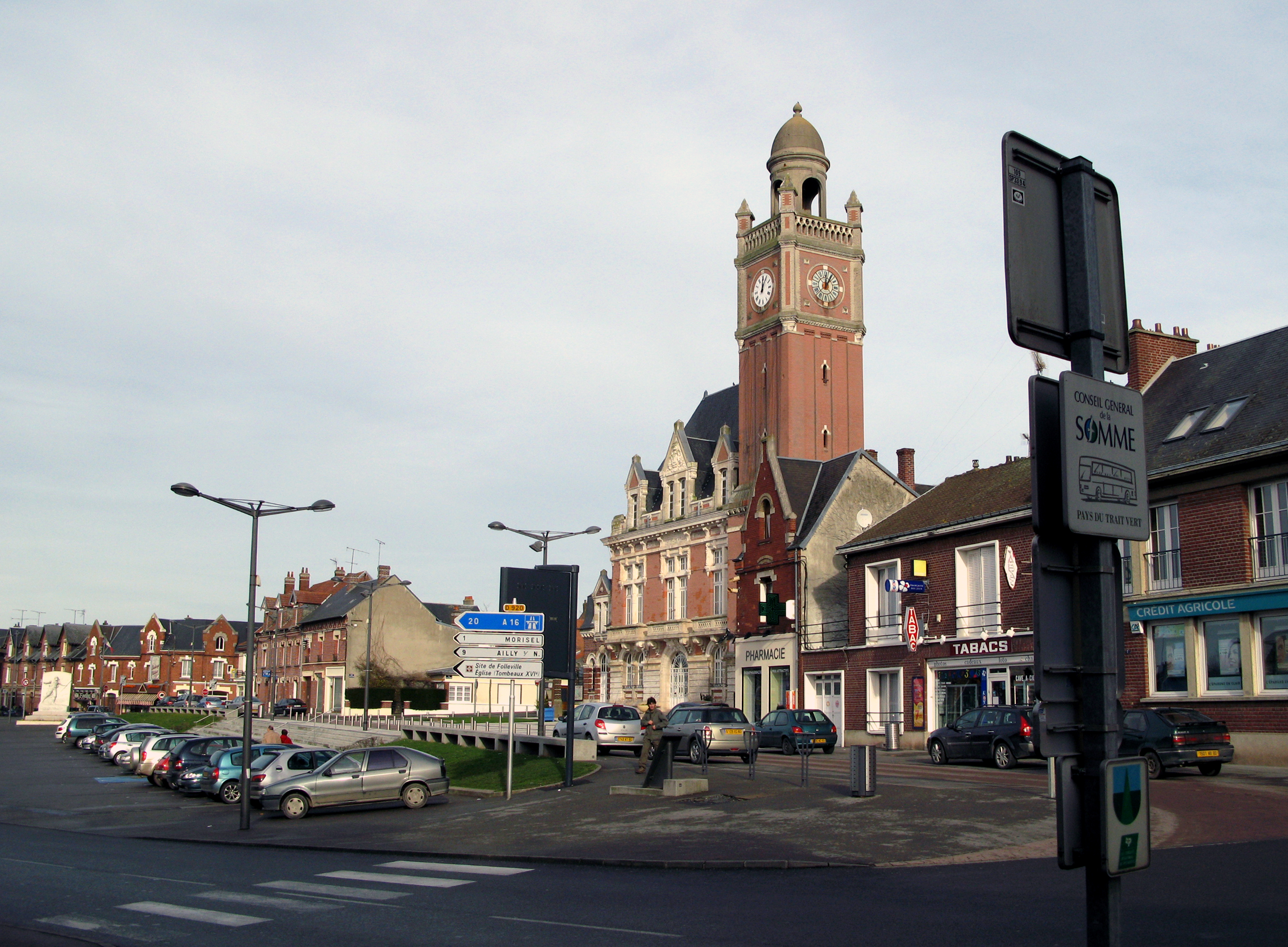
Place centrale.

#### Villers-Bretonneux
Villers-Bretonneux est située à 16 km à l'est d'Amiens. La commune fait partie de la communauté de communes du Val de Somme.
Villers-Bretonneux possède un mémorial national australien..

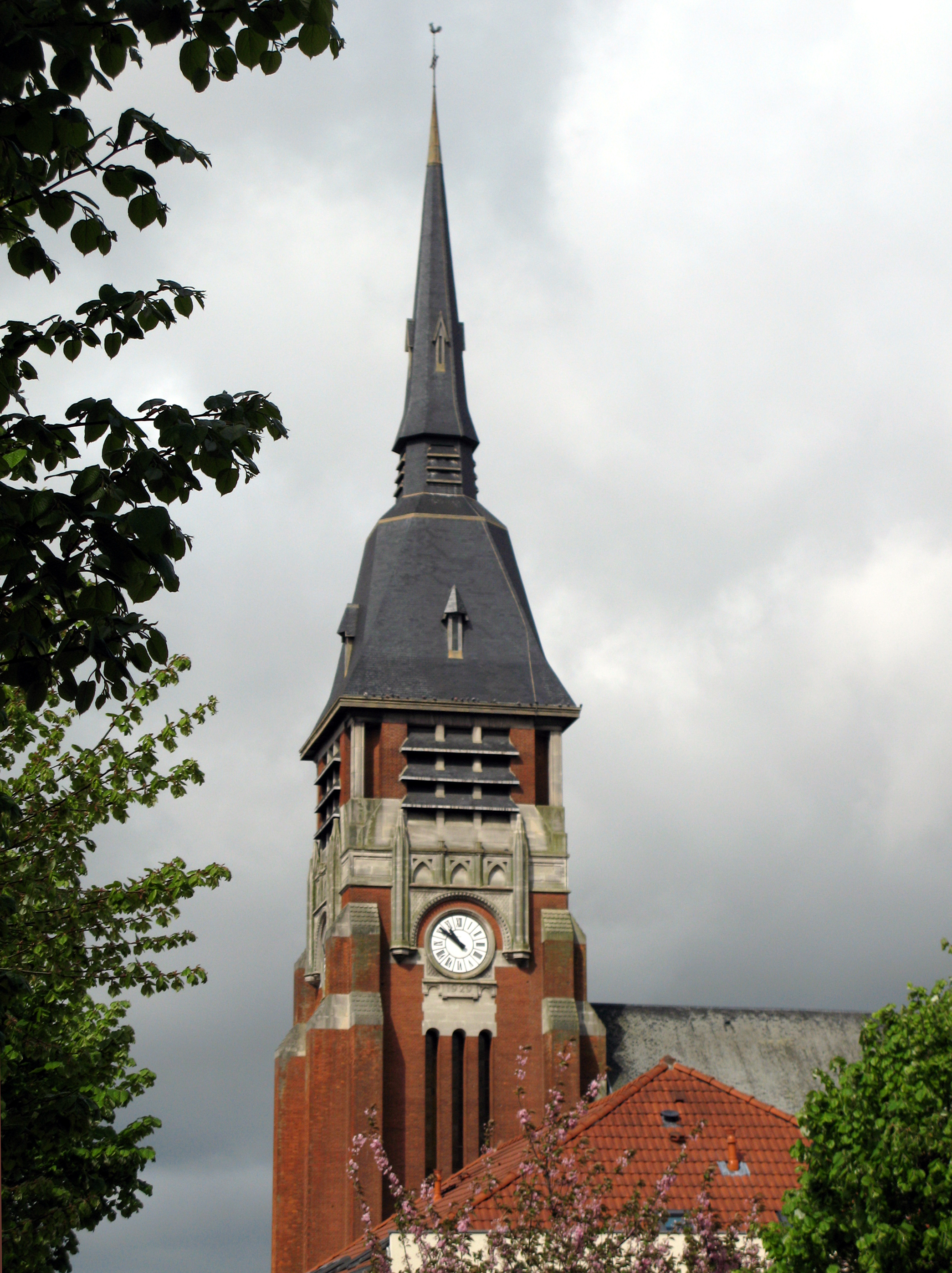
Église Saint-Jean-Baptiste.
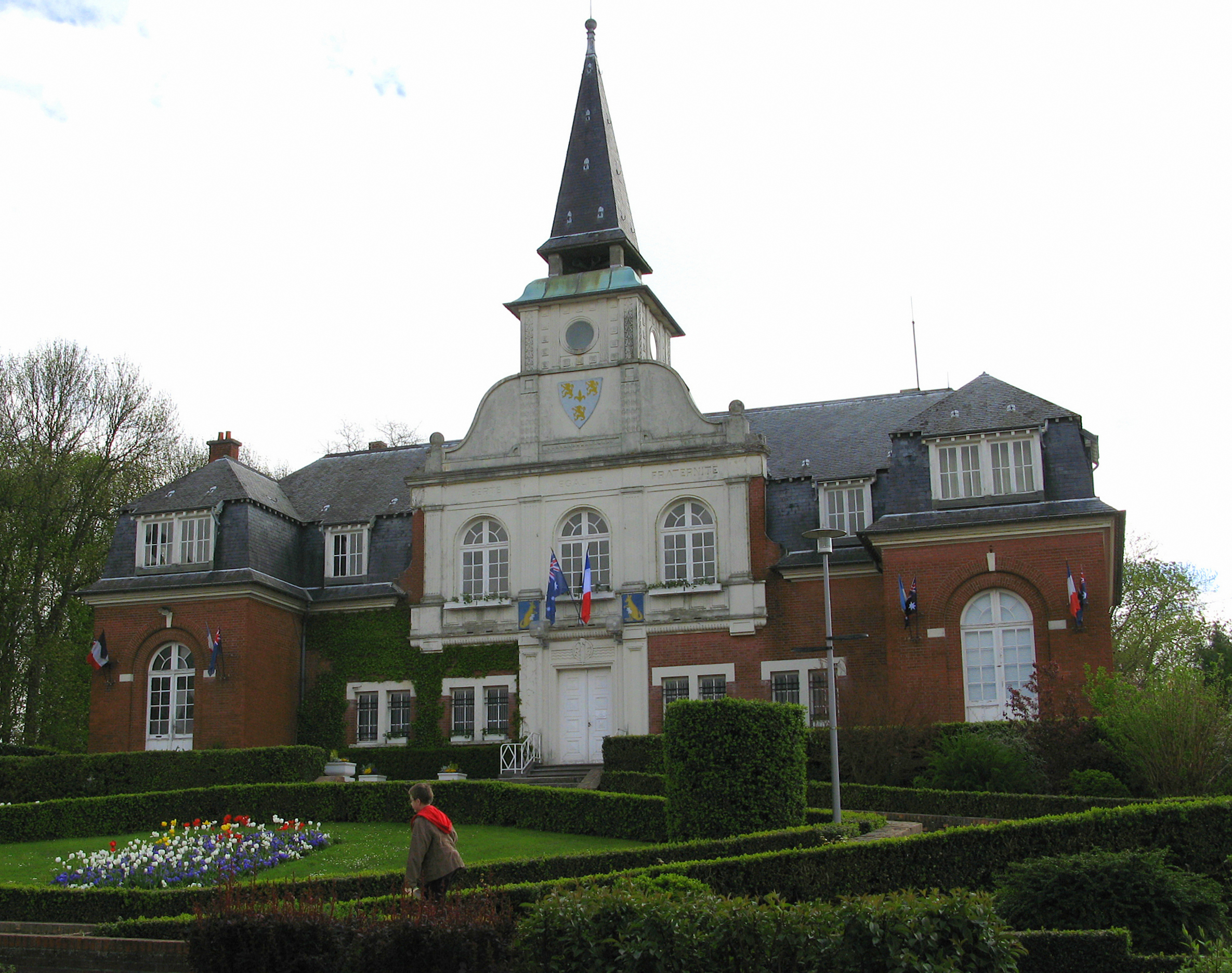
Hôtel de ville.
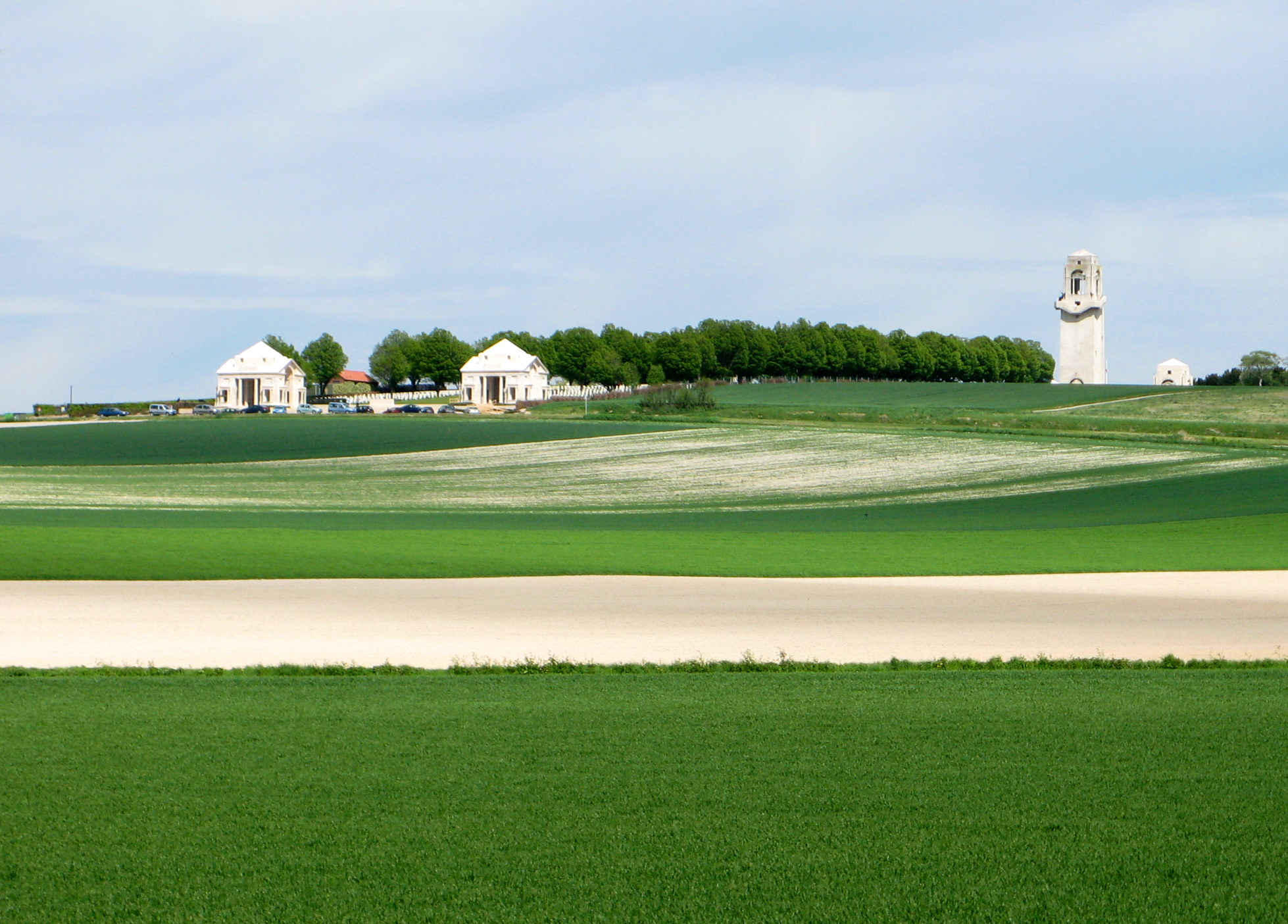
Mémorial australien.

### Médias

#### Radio
Ici Picardie couvre l'ensemble de la Picardie administrative, dont l'Amiénois. Radio Contact couvre également le territoire.

#### Télévision
France 3 Picardie retransmet dans l'ensemble de la Picardie administrative tout comme Wéo Picardie.

Le Courrier Picard

#### Journaux
Le principal journal dans la région est le Le Courrier picard, distribué dans toute la Somme et l'Oise, dont l'Amiénois. L'Abeille de la Ternoise est principalement distribué dans le Ternois mais il est également distribué dans le nord de l'Amiénois dans les alentours de Doullens. Le Bonhomme picard est quant à lui distribué entre la Somme et Oise dans les environs de Montdidier.
La Voix du Nord est distribué dans les communes du Pas-de-Calais.

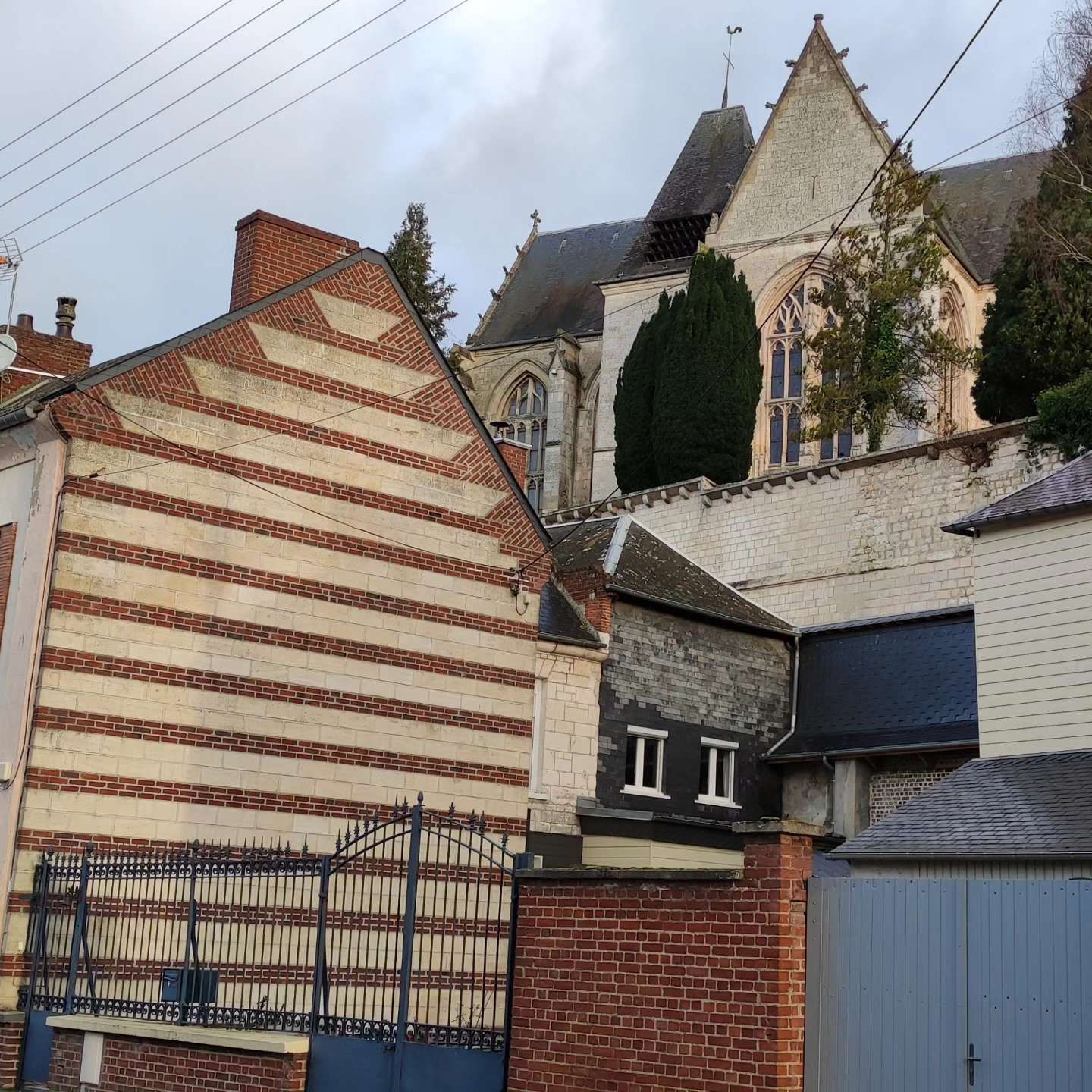
Pignon à couteau picard et rouge-barre à Poix-De-Picardie.

## Culture locale

### Architecture

#### Architecture rurale
L'Amiénois est caractérisé par une architecture picarde, on y trouve des pignons à couteau picard et des rouges barres que l'on retrouve aussi dans le Ponthieu, en Beauvaisis et en Artois. On y trouve également des maisons à colombages, également présents dans le Beauvaisis. La présence de la brique rouge et de la pierre blanche est également remarquable. Dans la partie amiénoise du Santerre, après les ravages de la Première Guerre mondiale, les alentours ont été reconstruits dans un style néo-flamand, ce qui différencie architecturalement la zone du reste de l'Amiénois.

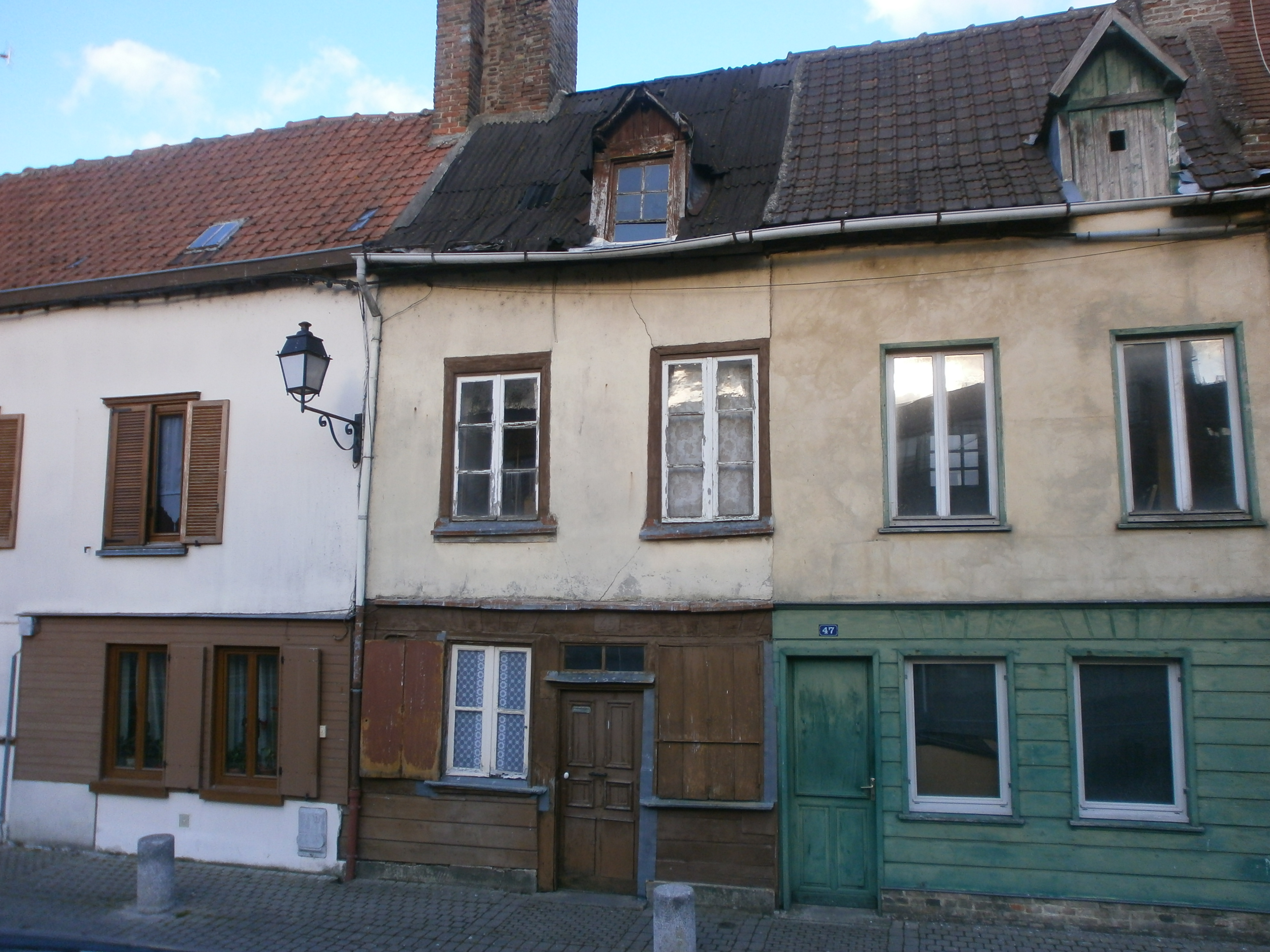
Maisons colorées du quartier Saint-Leu.

#### Architecture urbaine
L'architecture urbaine de l'Amiénois est caractérisé par les maisons en brique rouge comme les maisons amiénoises, typique des faubourgs d'Amiens. Il y a également les maisons colorés du quartier Saint-Leu à Amiens, également présentes à Corbie ou à Poix-de-Picardie.

### Langue
L'Amiénois se situe dans le domaine de la langue d'oïl, couvrant la majorité de la partie nord de la France. Le parler traditionnel de l'Amiénois est le picard amiénois, variante du picard, qui a toujours été la langue du pays traditionnel.

### Gastronomie
L'Amiénois possède plusieurs brasseries comme à Corbie, à Quiry-le-Sec ou à Louvrechy. Du cidre est également produit dans l'Amiénois comme à Bergicourt, à Saint-Gratien et à Bayonvillers. Du whisky est produit dans la commune de Beaucourt-en-Santerre. Du vin est produit à Terramesnil.
L'Amiénois est connu pour sa ficelle picarde, originaire d'Amiens.
Le tuile d'Amiens au chocolat et le macaron d'Amiens est produit à Amiens par la famille Jean Trogneux.
Le Rollot est un fromage originaire de la commune du même nom, dans le sud-est de l'Amiénois.

### Folklore

#### Les géants
Dans le folklore picard, un géant est une figure gigantesque qui représente un être fictif ou réel. A Doullens, le géant local est Florimond Long Minton, comme son nom l'indique, il a un long menton, son visage vu de profil pourrait faire penser à un croissant de lune. Le géant porte une casquette de paysan picard de l'entre-deux-guerres. Il porte une grosse moustache lui couvrant la bouche et  il porte une cravate en ruban noué. Il porte un gilet noir boutonné et un pantalon de travail.

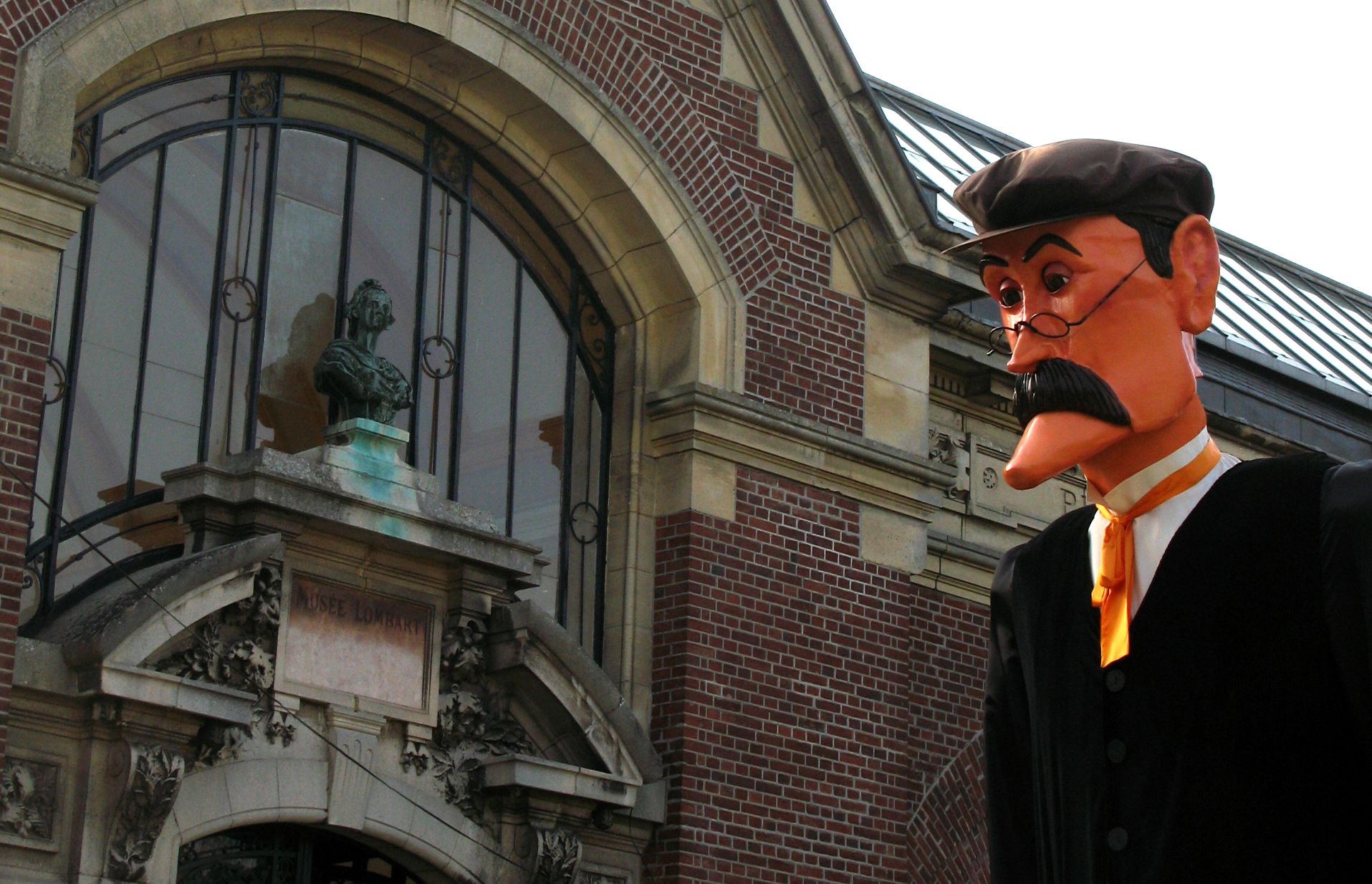
Florimond Long Minton.

#### Les cabotans
Les cabotans est le nom donné aux marionnettes du Théâtre de marionnettes Chés Cabotans d'Amiens qui ont eu un grand succès à Amiens au XIXe siècles et au début du XXe siècles avant de décliner avec l'arrivée du cinéma et la Première Guerre mondiale. 
Lafleur et sa femme Sandrine parlent en picard alors que les autres marionnettes parlent en français, la devise de Lafleur est « Bien boère, bien matcher et ne rien foère » (Bien boire, bien manger et ne rien faire).

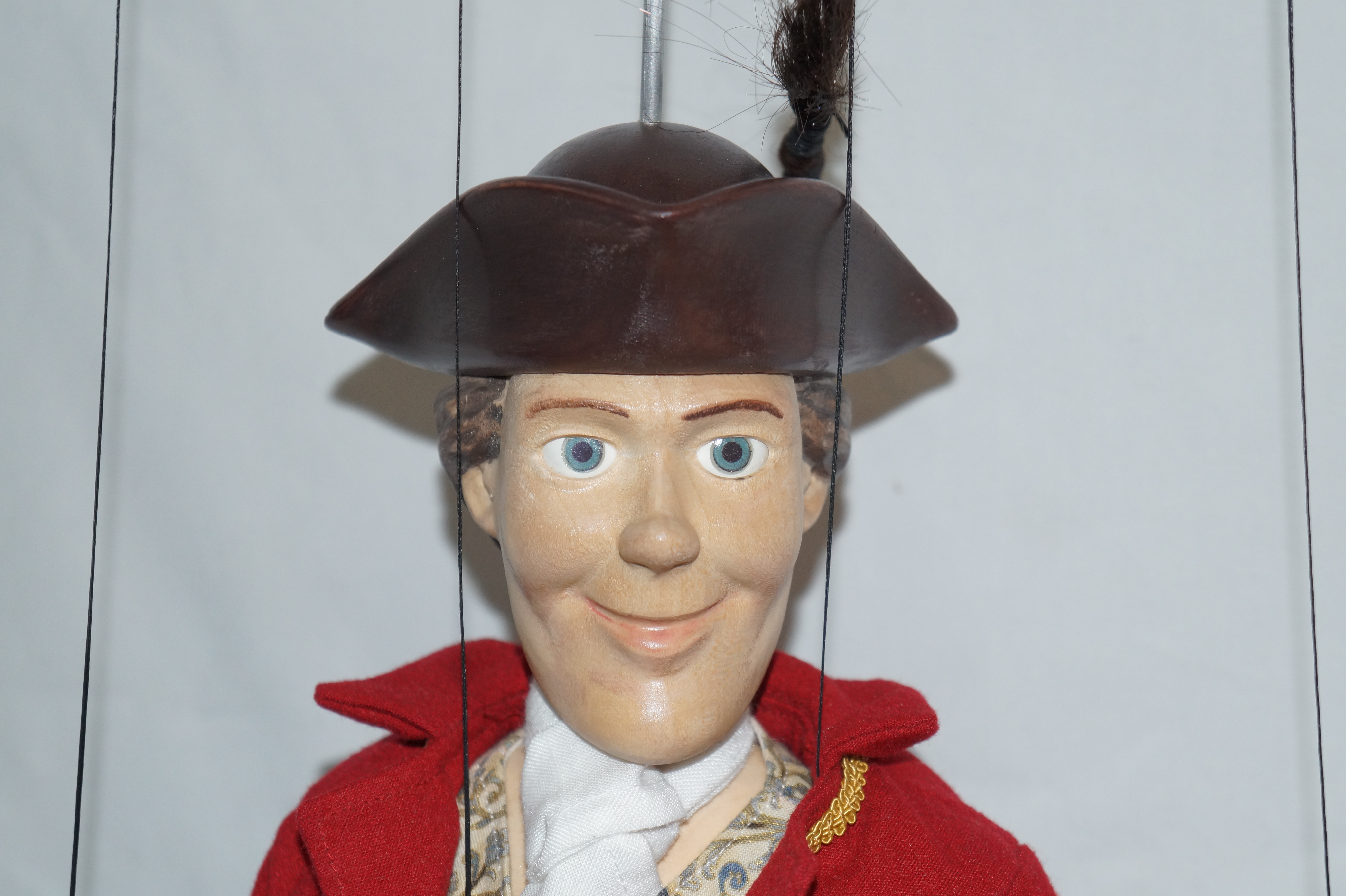
Lafleur.

## Héraldique
| blason de l'Amiénois | Les armoiries de l'Amiénois se blasonnent ainsi : D'or aux trois bandes d'azur. |

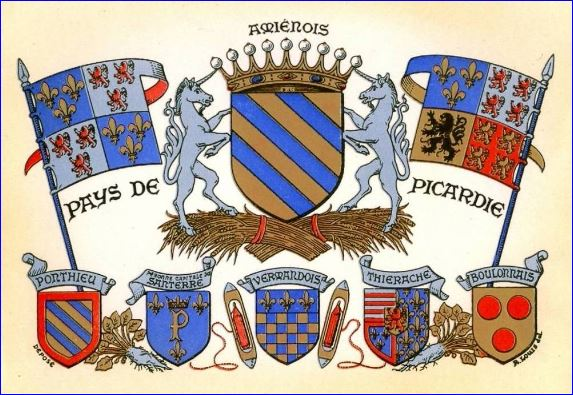

## Communes comportantAmiénoisdans leur nom
Actuellement, quatre communes du département de la Somme sont concernées :
- Acheux-en-Amiénois ;
- Camps-en-Amiénois ;
- Sains-en-Amiénois ;
- Vaux-en-Amiénois.

Cette dénomination n'a pas d'autre raison particulière que celle d'éviter toute confusion avec d'autres communes, y compris du même département, comme Acheux-en-Vimeu et Vaux-sur-Somme. Il n'y a donc pas lieu de voir dans ce « suffixe » un point commun particulier à ces quatre localités, pas plus d'ailleurs d'en chercher une quelconque raison dans le constat (pur hasard) que trois d'entr'elles forment pratiquement une parfaite ligne droite selon un axe Sud-Ouest / Nord-Est traversant le fleuve Somme juste en aval d'Amiens.